# Tous les garçons et les filles de leur âge
Vous lisez un « bon article » labellisé en 2017.
Ne pas confondre avec la chanson de Françoise Hardy nommée Tous les garçons et les filles ni avec son album intitulé Tous les garçons et les filles.
Tous les garçons et les filles de leur âge est une collection de neuf téléfilms français sur le thème de l'adolescence, commandée par la chaîne Arte et diffusée durant le dernier trimestre 1994. Chaque épisode est réalisé par un cinéaste différent : André Téchiné, Chantal Akerman, Claire Denis, Olivier Assayas, Laurence Ferreira Barbosa, Patricia Mazuy, Émilie Deleuze, Cédric Kahn et Olivier Dahan. Cette série vient d'une idée de Chantal Poupaud qui l'a proposée au producteur Georges Benayoun ainsi qu'à Pierre Chevalier, qui dirige l'unité Fiction d'Arte. Les téléfilms sont créés avec un budget modeste et doivent répondre à une liste de contraintes précises, même si une grande liberté artistique est laissée aux réalisateurs. Ils se déroulent à des époques différentes, entre les années 1960 et les années 1990, époques dont ils doivent utiliser la musique rock.
Le thème de l'adolescence, la légèreté des tournages, et le fait de devoir filmer de jeunes acteurs souvent inconnus, incitent les réalisateurs à vouloir réussir ces œuvres de commande et à en faire des œuvres personnelles. Tourner pour la télévision donne même un sentiment de liberté supplémentaire à certains d'entre eux. Trois films de cette série sont sélectionnés au Festival de Cannes et sortent en salles dans une version longue et sous un titre différent. Les Roseaux sauvages d'André Téchiné, sort en juin 1994 et est primé de nombreuses fois aux César l'année suivante. Trop de bonheur de Cédric Kahn et L'Eau froide d'Olivier Assayas sont aussi exploités en salles, respectivement en juin et juillet 1994, au terme d'un affrontement entre Arte et le coproducteur extérieur des films.
Cette collection, particulièrement louée par la critique, marque un renouveau dans le cinéma français de l'époque et lance une nouvelle génération d'acteurs. Elle offre une image de la jeunesse plus authentique et, aussi, souvent plus douloureuse que beaucoup de films traitant de ce thème, ainsi qu'une vision de l'évolution de la société française sur trente ans.

## Téléfilms de la collection
La collection est composée des téléfilms suivants :
- Le Chêne et le Roseau d'André Téchiné (56 min) :
  - période abordée : début des années 1960 (1962),
  - distribution : Élodie Bouchez, Gaël Morel, Stéphane Rideau et Frédéric Gorny,
  - première diffusion : vendredi 21 octobre 1994,
  - version longue : Les Roseaux sauvages (110 min) sorti en salles le 1er juin 1994,
  - synopsis : Dans le Sud de la France, pendant la guerre d'Algérie, quatre adolescents se découvrent entre rapports amoureux et positions sur la guerre ;
- US Go Home de Claire Denis (68 min) :
  - période abordée : milieu des années 1960 (1965),
  - distribution : Alice Houri et Grégoire Colin,
  - première diffusion : vendredi 28 octobre 1994,
  - synopsis : Martine veut perdre sa virginité. Aidée de son amie Marlène, elle va se rendre à une fête où les invités sont plus âgés et où se trouve son frère ;
- Portrait d'une jeune fille de la fin des années 60 à Bruxelles de Chantal Akerman (59 min) :
  - période abordée : fin des années 1960 (avril 1968, donc juste avant mai 1968),
  - distribution : Circé et Julien Rassam,
  - première diffusion : vendredi 4 novembre 1994,
  - synopsis : Michèle sèche le lycée et déambule dans Bruxelles avec Paul, un jeune déserteur français ;
- La Page blanche d'Olivier Assayas (70 min) :
  - période abordée : début des années 1970 (1972),
  - distribution : Virginie Ledoyen et Cyprien Fouquet,
  - première diffusion : vendredi 11 novembre 1994,
  - version longue : L'Eau froide (92 min) sortie en salles le 6 juillet 1994,
  - synopsis : Christine, une jeune fille mal dans sa peau, s'échappe de l'hôpital psychiatrique où son père veut la faire interner et rejoint Gilles, son amoureux, qu'elle entraine dans une fugue vers une hypothétique communauté ;
- Paix et Amour de Laurence Ferreira Barbosa (64 min) :
  - période abordée : milieu des années 1970 (1975),
  - distribution : Emmanuel Mari et Gil Movi,
  - première diffusion : vendredi 18 novembre 1994,
  - synopsis : Fabio, un lycéen, rêve de révolution et entraine son ami Alain, passionné de philosophie, vers des actes terroristes ;
- Travolta et moi de Patricia Mazuy (68 min) :
  - période abordée : fin des années 1970,
  - distribution : Leslie Azzoulai, Julien Gérin et Hélène Eichers,
  - première diffusion : vendredi 25 novembre 1994,
  - synopsis : Christine, une adolescente fascinée par John Travolta, est séduite sur un pari par Nicolas, un garçon amateur de Friedrich Nietzsche. Ils doivent se retrouver à une fête à la patinoire mais ses parents demandent à Christine de garder la boulangerie familiale ;
- L'Incruste d'Émilie Deleuze (58 min) :
  - période abordée : début des années 1980,
  - distribution : Claire Keim et Benoît Magimel,
  - première diffusion : vendredi 2 décembre 1994,
  - synopsis : Ariane, une lycéenne maniaque qui ne supporte pas le désordre, est incitée par son père à organiser une fête en son absence ;
- Bonheur de Cédric Kahn (66 min) :
  - période abordée : milieu des années 1980 (1985),
  - distribution : Caroline Ducey (sous son vrai nom de Caroline Trousselard), Estelle Perron, Malek Bechar et Didier Borga,
  - première diffusion : vendredi 9 décembre 1994,
  - version longue : Trop de bonheur (85 min) sorti en salles le 22 juin 1994,
  - synopsis : Quatre adolescents se rencontrent à Marseille et improvisent une fête dans la maison de l'une d'entre eux ;
- Frères d'Olivier Dahan (63 min) :
  - période abordée : début des années 1990,
  - distribution : Nabil El Bouhairi, Véronique Octon, Samy Naceri, Romain Duris et Saïd Taghmaoui,
  - première diffusion : vendredi 16 décembre 1994,
  - version longue : Frères : La Roulette rouge (86 min) est projeté à la Berlinale 1995. Cette version longue n'a pas été exploitée en salles[1],
  - synopsis : Zakari, qui vit dans une cité de banlieue, tue par accident un de ses amis et doit prendre la fuite.

## Fiche technique
- Sociétés de production : La Sept / Arte - IMA Productions
- Sociétés de coproduction : SFP Productions - Sony Music Entertainment (France)
- Idée originale : Chantal Poupaud
- Musique d'habillage de la série : Yarol Poupaud
- Première diffusion : du 21 octobre 1994 au 16 décembre 1994, chaque vendredi soir en première partie de soirée sur Arte
- Rediffusions : la collection est rediffusée au début de l'année 1997[2] et durant l'été 1999[3].

Chaque réalisateur étant libre de choisir son équipe, il n'y a pas, en dehors de quelques exceptions, d'acteur ou de technicien qui travaille sur plusieurs épisodes.

## Production

### Genèse
L'idée de la série vient à Chantal Poupaud, à l'époque ancienne attachée de presse spécialisée dans le cinéma d'auteur en 1990, un an avant la création d'Arte. Elle repense à ses propres souvenirs d'adolescence en regardant ses deux fils, l'un, âgé de 14 ans, qui entre dans l'adolescence, l'autre qui, à 18 ans, commence à en sortir. Elle se fait la réflexion qu'être adolescent à quelque époque que ce soit est toujours la même chose, même si le contexte est différent. Elle a alors l'idée d'une série de films sur ce thème, incluant tous une scène de fête, qui seraient commandés à divers réalisateurs ; elle souhaite en particulier retrouver « cette notion de première fois » qui n'existe qu'à cette période de la vie.
L'année suivante, Chantal Poupaud rencontre le producteur Georges Benayoun, d'IMA productions et Pierre Chevalier, de La Sept-Arte et leur fait part de ce projet. Pierre Chevalier est responsable à Arte de l'unité fiction. Venant du CNC, il cherche à apporter un « supplément d'âme » à la fiction télévisuelle en y amenant des cinéastes confirmés ou en faisant travailler des débutants. Il est séduit par la simplicité et l'ouverture d'esprit du projet qu'il voit comme une collection au sens littéraire du terme : « une opération de bande, avec un langage collectif en forme de manifeste. » Il décide d'y investir autant que possible financièrement, c'est-à-dire 2,2 millions de francs par film sur le budget total annuel de 80 millions de francs de son unité pour les coproductions et les achats. La collaboration entre Chantal Poupaud, Pierre Chevalier et Georges Benayoun est simplifiée par le fait que leurs parcours sont complémentaires, les deux premiers ayant jusqu'ici fait carrière dans le cinéma tandis que le troisième a travaillé pour la télévision.

### Contraintes de la commande

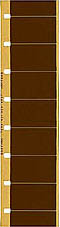
Film Super 16

Si, dans plusieurs articles de presse, le mot « série » est employé à propos de Tous les garçons et les filles de leur âge, il ne s'agit pas d'une série télévisée au sens le plus courant du terme : chaque histoire est totalement indépendante de celle qui la précède et de celle qui la suit, et aucun personnage n'est commun au différents films. Néanmoins on peut considérer qu'il s'agit d'une série d'anthologie car tous les films traitent d'un même thème, et qu'il s'agit d'épisodes puisque ce thème est décliné dans le temps.
Tous les téléfilms doivent respecter les mêmes contraintes :
- chaque épisode dure environ une heure[3] ;
- le thème principal des films est l'adolescence[5] ;
- chaque cinéaste choisit le début, le milieu ou la fin d'une décennie entre 1960 et 1990[3] ;
- chaque film contient une scène de fête, en utilisant la musique rock de l'époque choisie[3] ;
- la série a un coût d'environ 5,4 millions de francs par film[6], dont 2,2 millions amenés par Arte ;
- la durée de tournage est de 18 à 23 jours[6] ;
- les films sont tournés en Super 16[5].

L'obligation d'utiliser la musique rock compense l'absence de héros récurrent en donnant un point commun aux films. Cette musique les relie aussi à leur époque. Le coût de la musique ne grève pas les budgets des films car les droits musicaux à la télévision se règlent par forfait et non au cas par cas comme au cinéma ; en outre la filiale française de Sony Music Entertainment est un des sponsors de la série. Par ailleurs, le rock est très directement lié à l'univers adolescent : il permet aux jeunes de sortir du cadre familial, de montrer une opposition à l'ordre établi, et « de manifester leur violence ou leur rage. » C'est d'ailleurs la possibilité d'utiliser la musique de sa jeunesse qui décide Claire Denis à réaliser US Go Home : si elle a hésité à accepter la commande, notamment parce qu'elle détestait les fêtes durant son adolescence, elle est enthousiasmée et convaincue par l'idée de pouvoir utiliser les morceaux qu'elle écoutait : 

« Adolescente, mon électrophone et mes disques, c'était mon secret. J'écoutais seule dans ma chambre The Animals, les Yardbirds, Ronnie Bird. La perspective d'utiliser leurs chansons a été une puissante motivation. »

### Choix des cinéastes

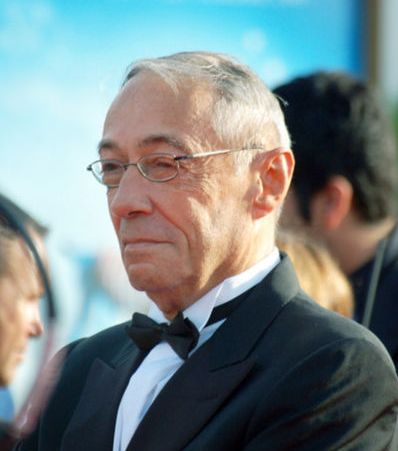
André Téchiné - ici en 2008 - le cinéaste le plus expérimenté du groupe de réalisateurs.

Les réalisateurs de cette série sont à des stades divers de leur carrière : aussi bien des cinéastes installés et reconnus (Téchiné, Akerman, Assayas, Denis), de jeunes auteurs de premiers films remarqués (Kahn, Ferreira Barbosa, Mazuy) et des « bizuts qui n'ont que quelques courts métrages sous la ceinture » (ce sont les premiers longs-métrages d'Émilie Deleuze et d'Olivier Dahan). Néanmoins, à la première réunion où se rend André Téchiné, d'autres cinéastes expérimentés sont présents : Jacques Doillon, Philippe Garrel et Jean-Claude Brisseau. Garrel et Brisseau se retirent par la suite du projet, et Jacques Doillon réalisera son film directement pour le cinéma (il s'agit du Jeune Werther, qu'il produira autrement). L'engagement d'André Téchiné est déterminant du point de vue de la faisabilité du projet, car il s'agit, à l'époque, du cinéaste le plus reconnu du groupe.
Chantal Poupaud souhaite que les origines géographiques et sociales de ces réalisateurs soient différentes pour que les films soient les plus variés possible. La sélection respecte aussi un équilibre homme/femme : cinq réalisatrices pour quatre réalisateurs. Tous les cinéastes ne sont pas approchés en même temps : si Patricia Mazuy est par exemple contactée dès le début de l'année 1991 (et accepte car elle trouve que « ça [peut] être rigolo »), Laurence Ferreira Barbosa n'arrive qu'alors que tout est déjà assez avancé. Elle peut ainsi voir le film de Cédric Kahn et lire les résumés de plusieurs autres contributions avant d'écrire son scénario, devant mener son film à bien entièrement en cinq mois, de l'écriture à la postproduction.
Si la sélection de cinéastes est variée, elle se base néanmoins sur des critères qualitatifs. Le journal L'Humanité soulignera qu'on y trouve « une partie non négligeable des meilleurs auteurs du cinéma français contemporain » tandis que pour Positif il s'agit « [d']auteurs parmi les plus intéressants du cinéma français. » Ce ne sont pas forcément des réalisateurs forts de succès au box-office : Patricia Mazuy et Cédric Kahn, même s'ils ont chacun réalisé un premier film remarqué par la critique (Peaux de vaches pour Mazuy et Bar des rails pour Kahn) sont des cinéastes en situation d'échec commercial. Pierre Chevalier estime qu'il est d'autant plus facile de travailler avec eux qu'Arte est presque seule à vouloir le faire. Il revendique ce choix car il considère qu'il doit prendre des risques. Il estime en effet que son destin à la tête de l'unité fiction de la chaîne est « dans la chute » : ce travail n'aura qu'un temps il devra fatalement partir un jour et « passer à autre chose. » Il souhaite alors profiter de la grande liberté dont il jouit à ce poste pour faire des choix de production forts et aider la carrière de jeunes réalisateurs en qui il croit.
Cédric Kahn commence néanmoins par refuser l'offre d'Arte. Il juge le thème de l'adolescence trop proche de ce que racontait son premier film, Bar des rails. Il se décide finalement parce qu'il regrette le faible nombre de personnages féminins présents dans Bar des rails et qu'il imagine vite un argument (« deux filles et deux garçons, les deux filles aiment le même garçon, les deux garçons aiment la même fille ») qui lui permet d'évoquer une plus grande variété de sentiments et d'émotions que dans son film précédent.
En dehors de Cédric Kahn, il semble que la plupart des réalisateurs ne sont pas difficiles à convaincre de participer à ce projet. Cela surprend Chantal Poupaud : elle imaginait que les contraintes, d'autres travaux en cours ou le manque d'envie de se confronter aux autres cinéastes les freineraient. C'est le thème de l'adolescence qui semble les motiver car il fait appel à leurs souvenirs. André Téchiné se déclare ainsi heureux de « pouvoir répondre à une commande qui corresponde à [son] désir », ce qu'il juge rare. Il choisit de travailler sur les années 60 car ce sont celles de sa propre adolescence et il souhaite depuis longtemps réaliser un film sur la guerre d'Algérie. Pour Olivier Assayas, la période de l'après Mai 68 que lui propose de traiter Chantal Poupaud est si importante qu'elle reviendra dans sa carrière : avec son livre Une adolescence dans l’après-Mai, adapté par la suite dans le film Après Mai.

### Écriture des scénarios

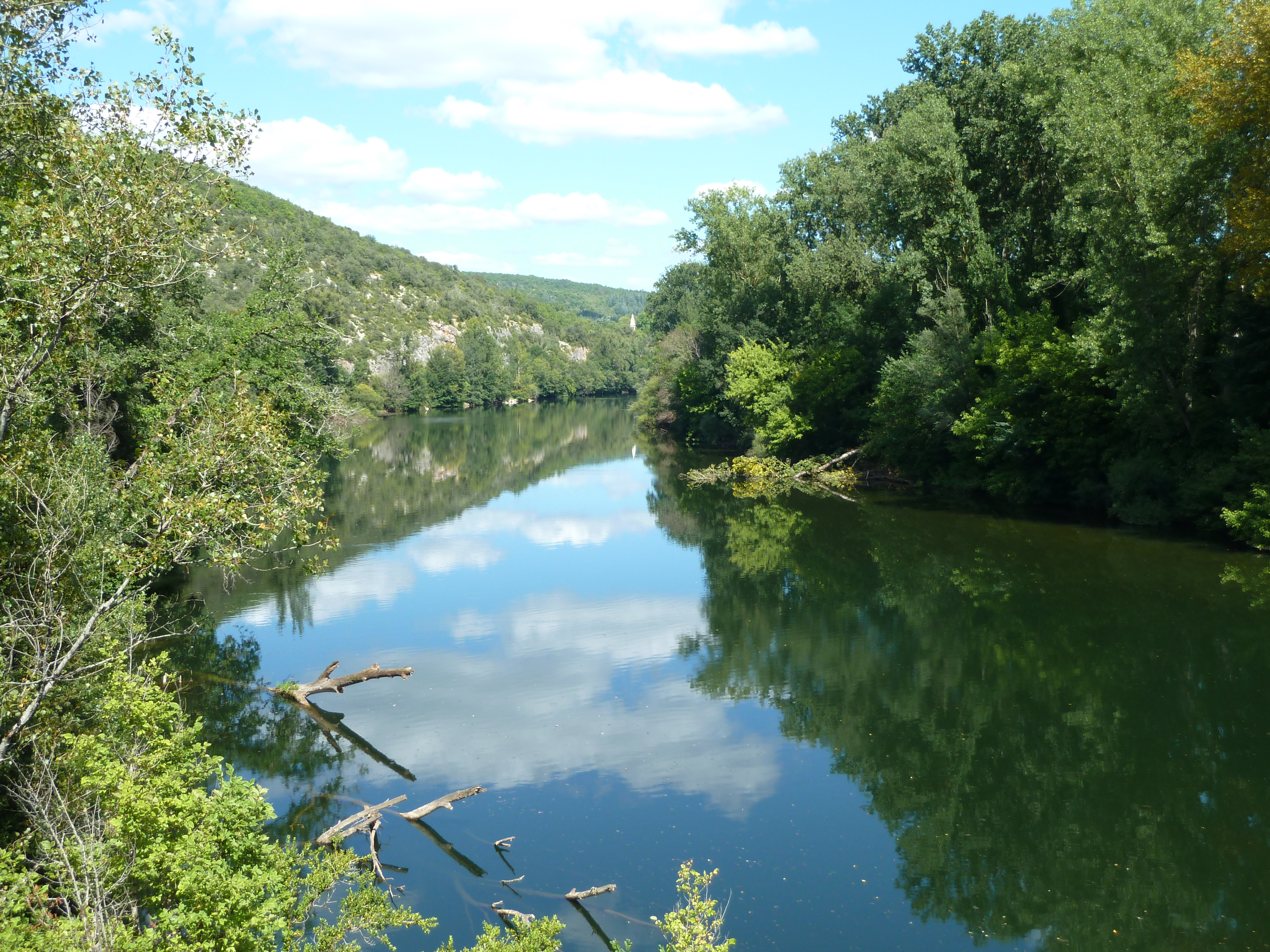
André Téchiné est notamment motivé par la volonté de tourner de nouveau une scène de baignade.

Le thème de l'adolescence semble faciliter l'écriture des films. Les Cahiers du cinéma le définissent ainsi : 

« Un sujet de rédaction assez classique et suffisamment élémentaire pour faire oublier toutes les crises de scénario (« racontez vos surprises-parties », une bonne petite madeleine). »

Laurence Ferreira Barbosa explique que réaliser un film sur des adolescents se déroulant à l'époque de sa propre adolescence est « facile et plaisant. » Les Roseaux sauvages est celui de ses scénarios qu'André Téchiné a écrit le plus rapidement : d'abord une version de 55 minutes rédigée en cinq jours, puis la version longue en deux semaines de plus. Seuls Émilie Deleuze et Olivier Assayas ne partagent pas tout à fait cet enthousiasme. La jeune réalisatrice est un peu méfiante vis-à-vis des clichés sur l'adolescence qui laissent imaginer que tous les jeunes se ressemblent et choisit en conséquence de baser son scénario sur un personnage de jeune fille maniaque de l'ordre dont les obsessions ne sont pas en prise directe avec les questionnements de sa génération. Assayas déclare avoir eu d'importantes difficultés à écrire : après une période très enthousiaste où il collectionne les anecdotes sur son adolescence, il se sent « au pied du mur » lorsqu'il s'agit de commencer véritablement le scénario, gêné par la complaisance qu'il y a dans l'écriture autobiographique. Il décide finalement de garder quelques éléments directement inspirés de sa jeunesse, mais de suivre avant tout ses personnages, en s'appuyant sur cette période qu'il a « vécue et aimée. »
Plusieurs réalisateurs profitent de cette occasion pour essayer quelque chose qu'ils n'ont jamais expérimenté, ou pour filmer différemment une scène qui ne les avait pas satisfaits dans leur film précédent. C'est parce que son premier film, Les gens normaux n'ont rien d'exceptionnel, avait pour personnage principal une femme que Laurence Ferreira Barbosa décide de raconter une histoire mettant en scène des garçons. André Téchiné cherche dans Les Roseaux sauvages à filmer des jeunes gens et à tourner de nouveau une séquence de baignade, aspects qu'il ne juge pas réussis dans son précédent film, Ma saison préférée. Olivier Assayas sort de l'échec public d'Une nouvelle vie et se sent obligé de renouveler son cinéma en osant davantage. Quant à Cédric Kahn, il souhaite, en réalisant Trop de bonheur, faire un film « contre Bar des rails », sa première œuvre, « avec l'impératif absolu de ne pas souffrir. »

### Choix des interprètes

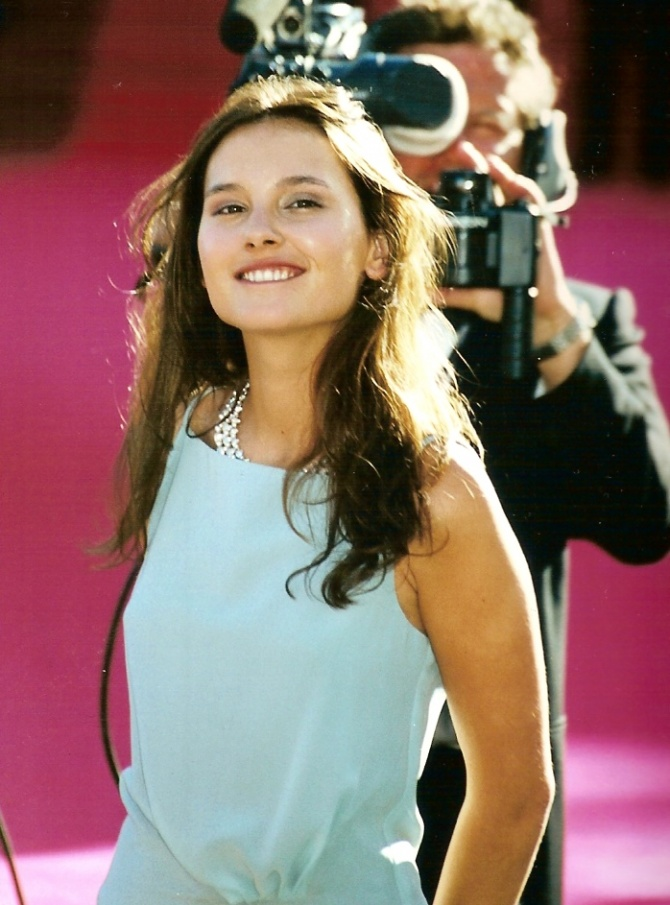
Virginie Ledoyen en 2000.

Le faible budget de ces films ne permet pas d'envisager engager des acteurs connus,. Comme les personnages principaux sont des adolescents, la plupart des comédiens sont débutants ou n'ont que peu d'expérience, ce qui correspond d'ailleurs à la volonté de certains réalisateurs. Cédric Kahn tient par exemple à ne tourner qu'avec des amateurs « trouvés à droite, à gauche, dans la rue, dans des bars ». Dans son casting, seule Caroline Trousselard a fait un peu de théâtre auparavant. Elle se sent en conséquence un peu moins naturelle que les autres, ce qui n'est néanmoins pas une gêne pour le réalisateur car le personnage qu'elle incarne dans Bonheur est justement un peu décalé par rapport au reste de la distribution, plus « bourgeois. » Pour US Go Home, comme Grégoire Colin sait que Claire Denis recherche des amateurs, il fait volontairement une très mauvaise prestation afin de cacher qu'il est déjà professionnel. Cependant celle qui sera sa partenaire, Alice Houri, se rend compte qu'il feint de mal jouer et insiste pour qu'il soit embauché. La réalisatrice déclarera en 2010 que dès les essais une alchimie s'est mise en place entre Grégoire Colin et l'équipe, créant une émulation qui a duré durant tout le tournage.
Comme Grégoire Colin, certains acteurs des autres épisodes ont déjà une petite expérience. Olivier Assayas hésite un temps à engager Virginie Ledoyen pour L'Eau froide, d'une part parce qu'elle est « plus jolie » que ce qu'il imagine pour son personnage, d'autre part parce qu'elle est déjà actrice. Finalement, sa maturité et son caractère le convainquent qu'elle est plus en accord avec le personnage que toutes les autres jeunes filles qu'il a vues pour ce rôle. Le rôle principal de Travolta et moi est tenu par Leslie Azzoulai qui a déjà joué dans le Van Gogh de Maurice Pialat où elle interprétait Adeline Ravoux. C'est dans ce film que Patricia Mazuy l'a remarquée et appréciée, la choisissant pour « sa force intérieure » et « sa violence presque agressive. » Son partenaire est au contraire un amateur, Julien Gérin, qui venait faire de la figuration sur le tournage. Assez mauvais acteur au départ, très réfléchi et peu intuitif, il s'améliore au fur et à mesure du casting.

### Tournages

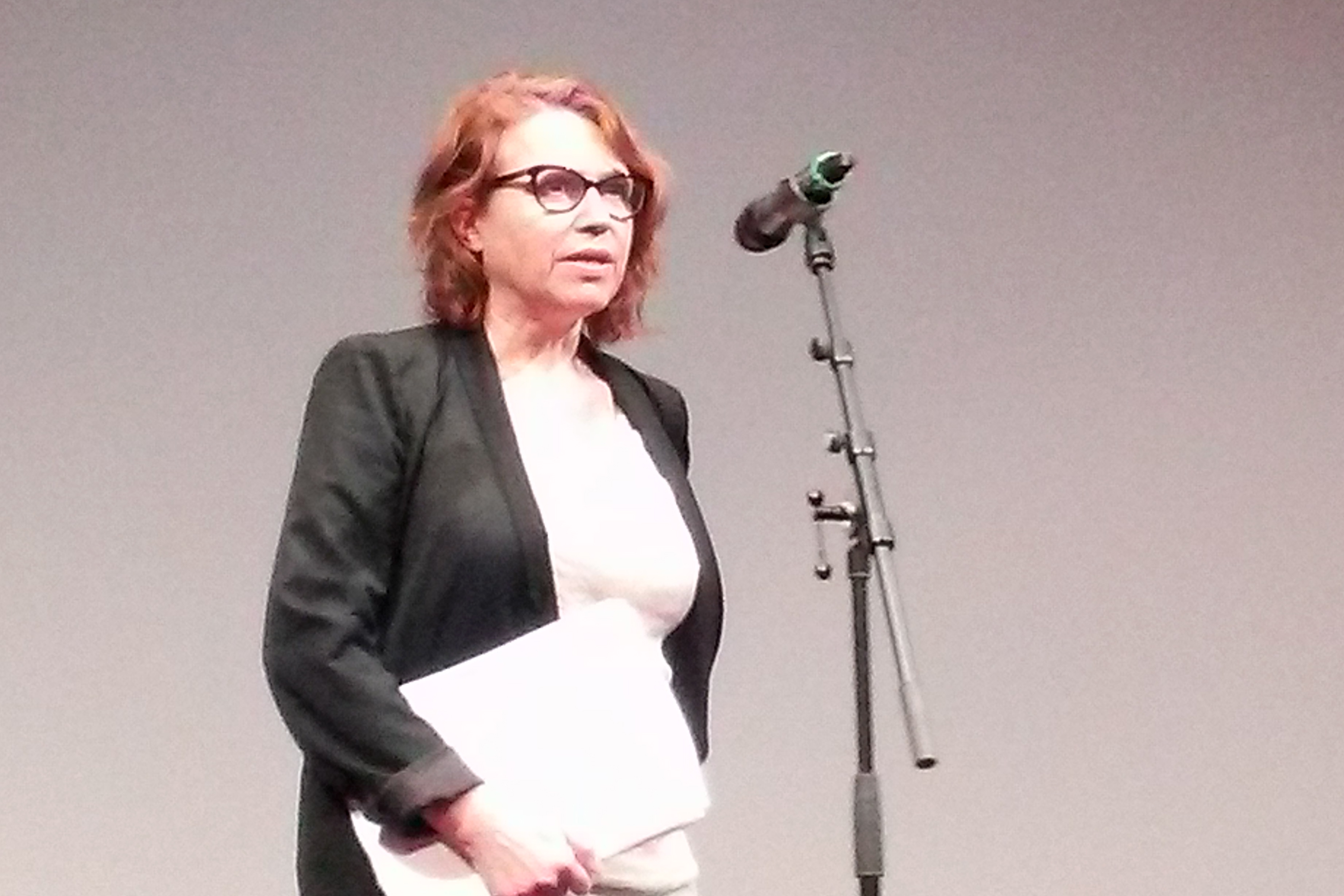
Patricia Mazuy ici en 2015 est la première réalisatrice de la série à tourner.

Le projet voit d'abord sa diffusion prévue pour début 1994, mais elle est repoussée au dernier trimestre de l'année. Plus libre que les autres réalisateurs qui sont souvent engagés sur d'autres films à ce moment-là, Patricia Mazuy est la première à tourner, à une époque où il n'est pas encore certain que la série arrive à se faire. Son téléfilm Travolta et moi est sélectionné au Festival de Locarno 1993 où il obtient un Léopard de bronze, ce qui donne enfin à la collection une existence concrète. Les deux derniers tournages sont ceux de Laurence Ferreira Barbosa, au mois de mai 1994, et de Claire Denis, fin juin de la même année, la réalisatrice devant d'abord terminer son film précédent, J'ai pas sommeil. Il lui faut travailler rapidement et elle ne peut bénéficier que de quatre semaines de tournage.
Au moment de la diffusion, Cédric Kahn et Olivier Assayas souligneront la forte motivation de leurs acteurs non professionnels. Cédric Kahn déclarera que les comédiens amateurs de son film sont ponctuels, ne se plaignent jamais et sont animés d'une véritable envie de jouer. Le réalisateur s'étonnera même de leur capacité à s'adapter à un tournage avec professionnalisme ainsi que de leur instinct pour interpréter et faire évoluer une scène. De même, Olivier Assayas insistera sur la générosité et l'intérêt dont font preuve ces jeunes acteurs « sans velléité de carrière. » Il craint au départ d'avoir du mal à régler les scènes avec eux, de devoir tout leur expliquer parce qu'ils ne sauraient par exemple pas comment se placer par rapport à la lumière mais il s'aperçoit que tourner avec une caméra légère lui permet de simplement laisser ses acteurs libres et de s'adapter à eux.

### Des films de télévision

#### Le jeu des contraintes

##### Une plus grande liberté grâce au cadre des contraintes
Certains des cinéastes déclarent ne pas faire de différence entre le fait de travailler pour Arte ou pour le cinéma : c'est le cas de Claire Denis ou encore de Laurence Ferreira Barbosa qui estime avoir réalisé pour cette série « un film à part entière. » Elle n'aurait pas fait Paix et Amour sans cette commande, mais elle trouve que c'est une œuvre qui lui ressemble : « j'ai fait un second film pour la télévision, et voilà. » Les contraintes de la série sont en effet compensées par une grande liberté artistique : les cinéastes sont totalement libres de faire le film qu'ils désirent, de travailler avec les collaborateurs de leur choix et, selon Olivier Assayas, presque « d'inventer [leurs] propres conditions de production. » Les Cahiers du cinéma écrivent lors de la diffusion que les réalisateurs ont « la liberté de tourner sans autre enjeu que la réussite de leurs films » tandis qu'André Téchiné y déclare « avoir tourné [son] film en toute impunité » :

« Les Roseaux sauvages est un film presque clandestin qui m'a offert une liberté, une absence de contraintes, d'obstacles. Les freins n'existaient pas et j'ai pu aller vers l'inconnu sans cette déperdition d'intensité provoquée par les rapports de forces que l'on rencontre inévitablement dans les tournages plus habituels. Nous n'avions là personne qui tentait de nous tirer vers la norme. Et cela transparait peut-être dans le film. »

— André Téchiné
Olivier Assayas soulignera combien il a pris les contraintes « au pied de la lettre » et a aimé travailler ainsi. Pour lui, accepter ce cadre permet de développer une liberté « peut être plus grande qu'en l'absence de toute règle. » Selon Chantal Poupaud, la commande a « dédouané » les réalisateurs, les laissant plus libres de parler d'eux-mêmes, ce qu'ils ne se seraient pas forcément autorisé de la même manière pour une de leurs créations plus originales. Cédric Kahn explique que le fait de devoir écrire et tourner rapidement l'a délivré de « l'angoisse du deuxième film. » En effet, ordinairement, la recherche de production et de financements pour un film se fait avec un scénario déjà écrit, voire « très écrit », ce qui finit selon lui par être contraignant. Ici, le fait d'entrer dans un système de production rapide permet de tenter plus de choses, sans la pression d'un budget plus important. Tout ceci fait que les cinéastes sont fortement impliqués sur ce projet même s'il ne doit être diffusé qu'à la télévision. Comme le note Laurence Ferreira Barbosa lors de la diffusion : « ils n'ont pas fait ça par-dessus la jambe, ils se sont mouillés. »
Parmi les obligations du cahier des charges, l'une des plus lourdes est la contrainte financière, « draconienne », selon Pierre Chevalier. Les budgets sont en effet « dérisoires » par rapport à ceux du cinéma (à l'époque, le budget moyen d'un premier film français est de 17 millions de francs). Mais les tournages semblent assez heureux. Chevalier souligne l'« énergie folle » que les réalisateurs, techniciens et acteurs mettent en œuvre sur ces films, précisant que si Arte n'est pas considérée comme une chaîne populaire, « eux ont travaillé à la manière du peuple. » Cette contrainte financière ne pose néanmoins aucun problème à certains des plus jeunes réalisateurs, comme Laurence Ferreira Barbosa dont le précédent film avait déjà un petit budget. Le temps de tournage court (18 à 23 jours) n'est pas non plus vu comme un handicap par Cédric Kahn qui dit aimer travailler vite afin de maintenir ses comédiens « dans un état de tension ». Il évoque Trop de bonheur comme une expérience « gracieuse. »

##### Scènes de fête et musique

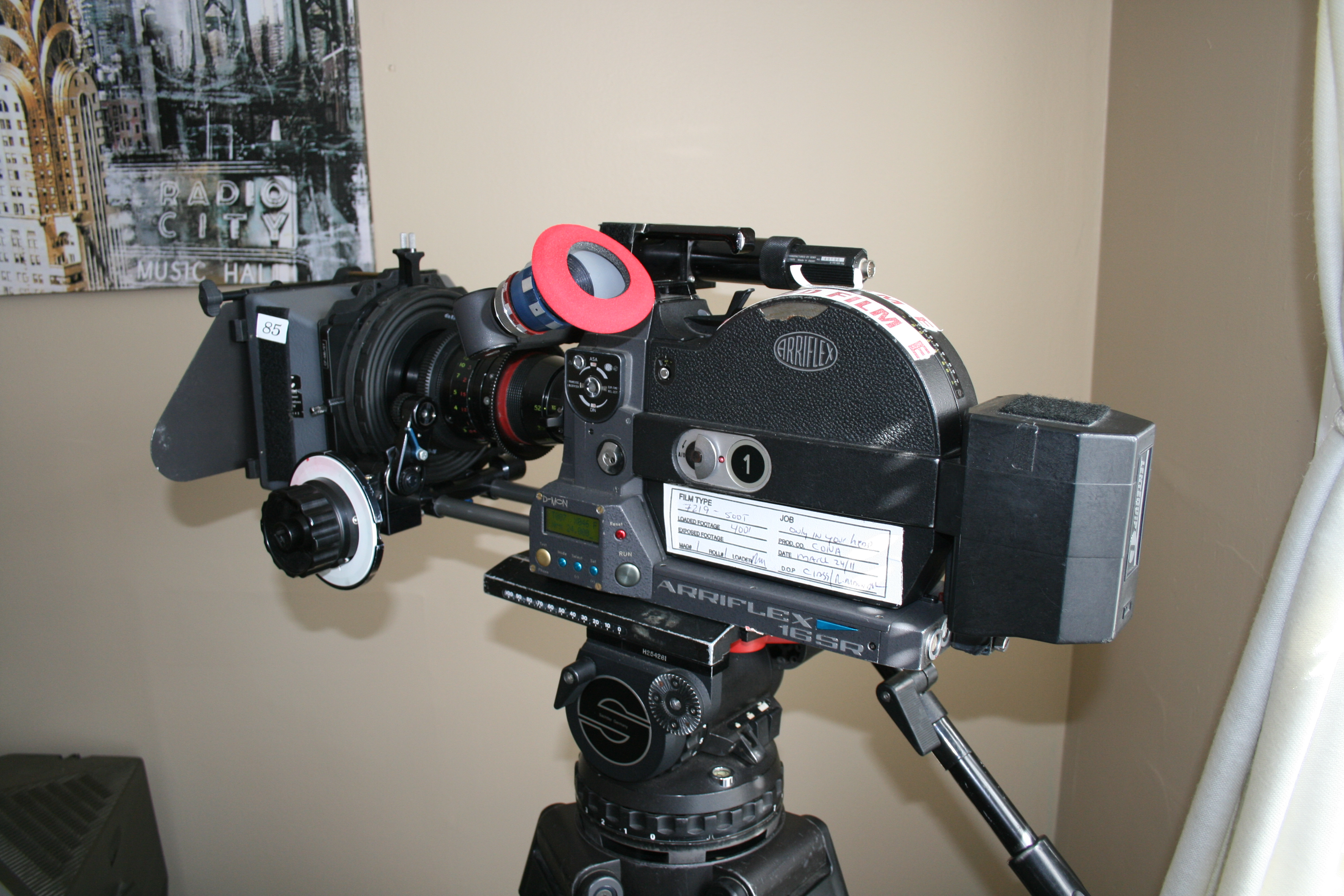
Une caméra 16 mm.

Les contraintes de la commande laissent une marge d'adaptation. L'obligation d'inclure une scène de fête met par exemple bien en relief les différences entre chaque cinéaste : cela va d'André Téchiné, qui l'avait oubliée et doit la rajouter à la demande de Chantal Poupaud une fois le scénario terminé et qui « expédie l'affaire en trois plans », à Émilie Deleuze dont la fête constitue l'essentiel du film. Il en est de même pour la musique : tandis que Les Roseaux sauvages n'utilise que quelques morceaux de yéyé dont son réalisateur semble se désintéresser, le film d'Olivier Dahan est très influencé par le rap et Claire Denis n'a accepté cette commande que parce qu'elle était motivée par l'idée d'utiliser les groupes rock qu'elle écoutait adolescente. Cédric Kahn, dont le film se déroule en 1985, « triche un peu » en choisissant quelques morceaux postérieurs mais se concentre sur des « standards » auxquels il ajoute des chansons de raï. Il fait choisir les musiques qu'ils préfèrent à ses jeunes acteurs et les dirige parfois en écoutant une chanson au casque pour que l'esprit de la scène corresponde au morceau choisi.
La musique est même un élément à part entière du scénario pour certains : la séquence de fête de L'Eau froide, qui dure plus de la moitié du film, a été écrite en fonction des choix musicaux d'Olivier Assayas. Il savait dès l'écriture qu'elle commencerait sur Me and Bobby McGee de Janis Joplin, qu'elle connaitrait « un moment d'exaltation » avec un morceau de Creedence Clearwater Revival et se finirait sur Janitor of Lunacy de Nico. La dramaturgie de la séquence vient de la musique, les morceaux sont diffusés en entier « afin qu'ils aient le temps d'exister en tant que tels. » Chez Patricia Mazuy, la séquence de fête dure 25 minutes de musique « non-stop » sans scènes à l'extérieur qui permettraient d'atténuer le niveau sonore. Les morceaux correspondent à l'état d'esprit des personnages au moment où ils les entendent : ainsi une chanson de Nina Hagen vient casser l'aspect réaliste du début du film et imposer un sentiment étrange, tandis qu'à la fin, les Clash donnent l'idée d'une « histoire d'amour insurrectionnelle ».

##### Format 16 mm et diffusion télévisée

Le cadre 1,66:1, celui de tous les films de la série, et le cadre CinémaScope auquel est plus habitué André Téchiné.

L'utilisation du 16 mm inquiète d'abord André Téchiné, plus habitué au CinemaScope qui permet d'écarter les personnages les uns des autres dans le cadre, et donc de filmer « la distance qui les sépare ». Il craint « [qu']il n'y ait pas assez d'air entre les gens et les choses. » Il est néanmoins heureux de pouvoir tourner de manière plus souple, le 16 mm permettant un tournage plus léger et dynamique. Cette légèreté séduit aussi Olivier Assayas après son film Une nouvelle vie où la caméra 35 mm était « comme une enclume. » Il trouve la caméra 16 mm très maniable : elle lui permet de tourner plus facilement à l'épaule et de mieux suivre les personnages et leurs regards. En outre, le fait d'être en 16 mm, qui coûte moins cher que le 35 mm, l'autorise à tourner plus.
S'il considère que, pour le cinéma comme pour la télévision, il s'agit toujours « de travailler avec des acteurs et une caméra », Cédric Kahn choisit des cadrages plus larges que ceux qu'on trouve habituellement sur petit écran, jugeant que, contrairement à ce qu'on pourrait croire, c'est ce qui est « surexprimé » (les cris) qui passe le mieux sur petit écran, tandis que les scènes intimistes sont pour lui plus adaptées au cinéma où l'attention du spectateur est meilleure.

#### Versions longues
Trois des téléfilms vont connaître une « version longue » avec une sortie au cinéma avant leur diffusion à la télévision : ceux d'André Téchiné, d'Olivier Assayas et de Cédric Kahn. Lorsque André Téchiné écrit Le Chêne et le Roseau, il commence par une version de 55 minutes mais lui et ses scénaristes, Gilles Taurand et Olivier Massart, en sont insatisfaits : ils ne trouvent pas les personnages assez développés. Ils poursuivent alors l'histoire pour en faire un long métrage, entremêlant mieux les aspects politique et sexuel qui ne se croisaient pas assez dans la version précédente. Un accord est alors conclu avec Arte pour la production de ce long métrage. Une autre chaîne est associée au projet, Canal+, ainsi qu'un second producteur, Alain Sarde. Pierre Chevalier explique cet accord par le fait que le film précédent d'André Téchiné avait eu un financement autrement important avec des comédiens reconnus, et qu'il n'est « pas évident » pour lui de tourner un film à petit budget avec des acteurs débutants, cela même si ce réalisateur est motivé par la commande. Le fait d'avoir deux versions du film, une courte diffusée sur Arte et une longue qui sort en salles, parait alors une bonne solution. En outre, Arte considère que la sortie de ce film, présenté à Cannes, permettra de mettre en valeur la série.
Le téléfilm Le Chêne et le Roseau est ainsi concentré sur les personnages adolescents, alors que le long métrage, Les Roseaux sauvages, développe aussi les personnages adultes, notamment celui de la mère de Maïté (Michèle Moretti), professeure victime d'hallucinations qui lui font voir le soldat mort qu'elle a refusé d'aider. Dans le film, le personnage de François (Gaël Morel) va discuter avec Monsieur Chassagne (Michel Ruhl), le marchand de chaussures homosexuel dont lui a parlé Maïté (Élodie Bouchez), ce qu'on ne voit pas dans le téléfilm qui le montre seulement devant la vitrine.
Les choses sont moins simples pour Olivier Assayas et Cédric Kahn : le principe des versions longues n'est cette fois accepté « [qu']en cours de route ». Dès la lecture du scénario d'Olivier Assayas, Arte constate qu'il s'agit d'un long métrage. La chaîne demande au cinéaste de retravailler pour respecter la commande, mais il garde en tête son idée de départ. Finalement, deux versions seront faites. Selon le réalisateur, le film et le téléfilm diffèrent par leur point de vue : la version longue, L'Eau froide, montre Christine, le personnage principal féminin, vue par Gilles, son amoureux, tandis que le téléfilm La Page blanche est recentré sur elle. La version télévisée est ainsi, selon certains critiques, à l'image de Christine, donc plus dynamique et nerveuse que la version cinéma, comme si le téléfilm était un « concentré » du film.

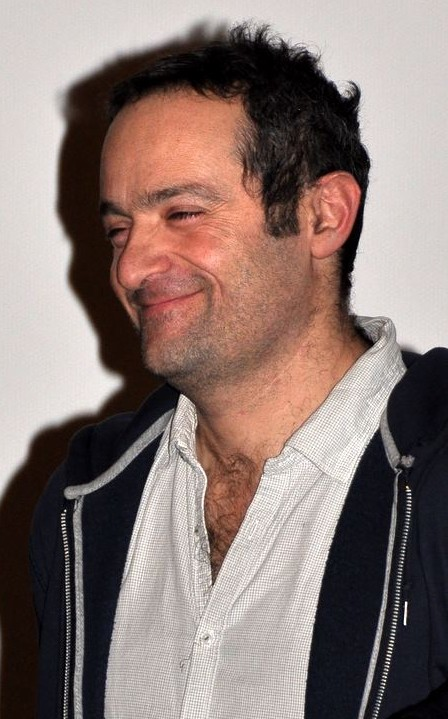
Cédric Kahn en 2012.

De son côté, Cédric Kahn, qui considère au départ son téléfilm comme une simple commande, s'implique finalement beaucoup dans son tournage, stimulé par le travail fructueux avec ses jeunes acteurs. Il finit par voir ce film comme une œuvre personnelle à part entière et plus comme un « exercice de style ». Dès le premier montage, qui dure plus de deux heures, il se rend compte que s'il cherche à réduire son film à moins de soixante minutes, il ne pourra pas aussi bien faire comprendre les relations entre ses personnages. Il devra en effet supprimer des scènes qui ne font pas avancer l'action : celles qui contiennent « une certaine gratuité » et qui font, selon lui, la vie et la richesse du film. Georges Benayoun, le producteur extérieur de la série, le soutient et prend en charge l'augmentation des frais de postproduction occasionnés par la transformation en long métrage du projet (les droits musicaux passent de 100 000 francs pour le téléfilm à 800 000 francs pour une sortie en salles). Cédric Kahn considère que le film qu'il a réalisé est bien plus Trop de bonheur, la version longue, que Bonheur, la version courte : « le vrai sujet » de son film s'y trouve, cette version longue ayant « plus de contrepoints. » Il a cherché à faire sentir la différence entre les deux par les titres : Trop de bonheur évoque pour lui un bonheur qui ne pourra pas revenir, « cuit avant même de commencer. » En coupant une demi-heure de son film pour la version télévisée, ce qui le simplifie, il enlève aussi « l'ambiguïté du titre » : il n'y reste donc que le Bonheur.
Pierre Chevalier ne veut pas empêcher ces longs métrages d'être diffusés en festivals et, en principe, de sortir en salles. Mais un problème nait du calendrier de diffusion. Il souhaite en effet que le premier passage sur Arte de la collection soit antérieur aux sorties en salles des versions longues. Georges Benayoun veut, lui, sortir les films rapidement, afin de pouvoir toucher les bénéfices des sorties en salles et l'argent de Canal+,. Par ailleurs, administrativement, le CNC pourrait considérer que les versions courtes et longues constituent un même film (ce qui finalement n'arrivera pas) ; les téléfilms ne pourraient alors être diffusés sur Arte qu'au bout de deux ans : ce délai est en effet obligatoire entre la sortie d'un film et sa diffusion sur une chaîne.
Au terme de ce « bras de fer », Arte finit par céder et les films d'Olivier Assayas et de Cédric Kahn, sélectionnés à Cannes tout comme celui de Téchiné, sortent en salles dans la foulée du festival, comme souhaité par Georges Benayoun.
Dans Le Monde, Pascal Mérigeau fera remarquer pendant le festival de Cannes que, si Georges Benayoun et Ima Productions semblent avoir « le beau rôle », celui du producteur qui fait tout, aux côtés des auteurs, pour que leurs films aient la meilleure diffusion possible, les trois réalisateurs des versions longues n'ont volontairement pas respecté les règles auxquelles ils s'étaient engagés, faisant ainsi « éclater la notion de collection » qui était à la base du projet. Toujours selon Mérigeau, il aurait été alors normal que les autres réalisateurs, ceux qui ont respecté les règles, trouvent la situation injuste. Néanmoins, lorsque la question de la durée de son film lui est posée à l'époque de sa diffusion, Patricia Mazuy explique que, lorsqu'elle a préparé Travolta et moi, premier téléfilm de la collection, à une époque où personne ne savait si cette série pourrait être menée à bien, « l'astuce » des doubles versions n'était encore venue à l'idée de personne et la question était surtout de savoir si le tournage serait possible. Elle ne semble pas regretter la durée de son téléfilm, dont elle considère depuis le départ qu'il doit être « une espèce de film-pirate, hors standard à tous les points de vue. » Claire Denis, avec US Go Home, n'envisage pas non plus de version longue : les droits musicaux seraient trop importants et elle ne souhaite pas se lancer dans de longues négociations avec Arte pour obtenir la possibilité de sortir en salles.
Il existe aussi une version longue du film d'Olivier Dahan, intitulée Frères : La Roulette rouge, qui est sélectionnée hors compétition au Festival de Berlin en 1995,. Elle n'a toutefois pas été exploitée en salles.

## Accueil de la série

### Accueil public
Les Roseaux sauvages, qui sort début juin 1994, est un succès en salles pour un film au budget aussi faible. Trop de bonheur, également en salles en juin, et L'Eau froide sorti le 6 juillet 1994, trouvent aussi leur public, le film d'Olivier Assayas totalisant 8 500 spectateurs sur six salles une semaine après sa sortie, ce qui prouve, selon Le Monde, « le bienfondé de la sortie sur grand écran des films de la série produite à l'origine pour Arte. » Il n'atteindra néanmoins que le chiffre de 23 000 entrées à Paris, durant un été où la fréquentation des salles parisiennes est assez faible.
Le téléfilm d'André Téchiné, Le Chêne et le Roseau, le premier à être diffusé à la télévision en octobre 1994, réunit 3,8 parts de marché, ce qui est élevé pour Arte qui ne diffuse alors que depuis un an.

### Distinctions et sélections
L'ensemble de la série reçoit une mention spéciale du prix FIPRESCI au Festival international du jeune cinéma de Turin 1994 où elle est présentée en événement spécial. De façon individuelle, des sélections, nominations ou récompenses ont distingué certains films de la série, dont des festivals et prix prestigieux.

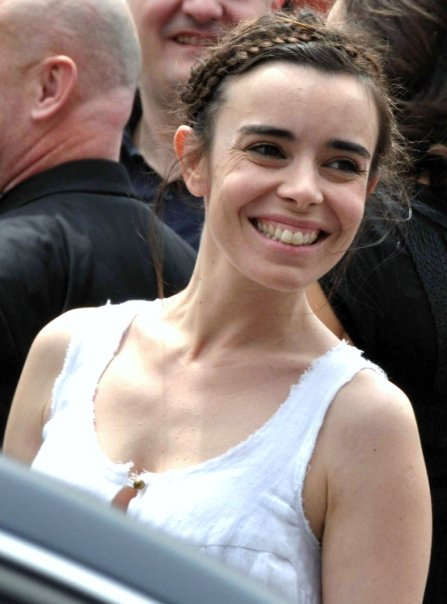
Élodie Bouchez, César du meilleur espoir féminin pour Les Roseaux sauvages.

- Les Roseaux sauvages (version longue de Le Chêne et le Roseau)
  - Prix Louis-Delluc 1994[41]
  - Festival de Cannes 1994 : sélection « Un certain regard »[42]
  - César 1995[43] :
    - César du meilleur film
    - César du meilleur réalisateur pour André Téchiné
    - César du meilleur scénario original ou adaptation pour Olivier Massart, Gilles Taurand et André Téchiné
    - César du meilleur espoir féminin pour Élodie Bouchez
    - Nominations au César du meilleur espoir masculin pour Frédéric Gorny, Gaël Morel et Stéphane Rideau
    - Nomination au César de la meilleure actrice dans un second rôle pour Michèle Moretti

  - Le film est choisi comme contribution française pour l'Oscar du meilleur film étranger[44].
  - Festival du film de New York 1994 : sélection[45]
- L'Eau froide (version longue de La Page blanche)
  - Festival de Cannes 1994 : sélection « Un certain regard »[46]
  - Festival du film de New York 1994 : sélection[45]
- Travolta et moi
  - Festival international du film de Locarno 1993 : Léopard de bronze[28]
  - Festival du film de Belfort 1993 : Grand prix[39]
  - Festival de Cannes 1994 : sélection « ACID »[47]
- Trop de bonheur (version longue de Bonheur)
  - Prix Jean-Vigo 1994[48]
- Frères : La Roulette rouge (version longue de Frères)
  - Festival de Berlin 1995 : sélection « Panorama[34] »

### Accueil critique

#### Un concept particulièrement apprécié
La collection reçoit, de manière générale, un excellent accueil critique. Dans Libération, Gérard Lefort la qualifiera de « sensation sensationnelle » dans son bilan cinéma de l'année. Pour Pierre Vavasseur dans Le Parisien, elle témoigne d'une « idée vivante du cinéma. » Ce qui en fait le succès, selon Télérama, est que chacun peut y retrouver quelque chose de son adolescence, « une bribe de jeunesse » et qu'elle contient « d'incroyables moments de grâce. » La grâce est aussi évoquée par le magazine La Vie, qui ressent une « impression de fraîcheur accentuée par l’authenticité des comédiens, pour la plupart débutants, instants de magie insufflés par l’inégalable puissance du rock’n roll. » À l'inverse, l'un des très rares articles négatifs est celui de Yann Moix qui, lors du début de la diffusion, juge dans L'Express que si l'idée est bonne, le début de la collection n'a pas d'intérêt : Le Chêne et le Roseau ne traite selon lui que d'« une amourette pâlotte et rebattue entre ados du même dortoir » et il considère, concernant le film de Claire Denis, qu'« une BO sixties, une natte et quelques gimmicks vestimentaires de l'époque ne suffisent pas à remonter le temps. »
Plusieurs revues insistent sur le fait que la commande a, paradoxalement, permis à ces cinéastes de faire des œuvres personnelles. Pour les Cahiers du cinéma ces films sont « les meilleurs de leurs auteurs. » Leur réussite vient de ce qu'ils ont non seulement réalisé des œuvres personnelles mais ont aussi accepté de jouer le jeu de l'autobiographie. Ils qualifient de « coups d'éclat » les trois versions longues sorties durant l'été, ajoutant que ces films sont « débordants de vitalité et de liberté ». Les contraintes ont permis aux cinéastes d'être moins intimidés, d'éviter d'avoir un « complexe de supériorité » vis-à-vis de leurs films. Le cinéma peut ainsi « se libérer de son carcan silencieux » grâce à la télévision. Serge Kaganski, dans Les Inrockuptibles, fait remarquer que si « tous les cinéastes convoqués ici traitent le même sujet, aucun ne fait le même film. » Ces téléfilms rejoignent les « interrogations intimes » de chaque cinéaste : l'homosexualité chez Téchiné ou Akerman, le rapport à l'Amérique pour Claire Denis, l'obsession chez Émilie Deleuze, etc. Pour Positif, c'est aussi la commande qui, paradoxalement, aurait stimulé et libéré les cinéastes. Le traitement d'un sujet qui les touche personnellement (l'adolescence), ainsi mis à distance, permet des films véritablement personnels qui évitent le piège de la « catharsis autobiographique. » La revue prend pour exemple Les Roseaux sauvages : André Téchiné y parle sans doute de lui-même, mais ne pas le savoir n'empêche ni de comprendre le film ni d'apprécier ses qualités.
Plusieurs critiques insistent sur l'intelligence du concept de la série et sur sa simplicité, ce qui en fait « une des plus belles et des plus originales créations de la télévision française » selon Télérama. Il s'agit pour L'Humanité d'un des rares cas où « la télévision cesse d'être un outil de diffusion pour devenir un lieu de création. » Les Cahiers du cinéma estiment que la force de cette idée est « un juste milieu » entre le cinéma indépendant (budgets réduits, grande liberté artistique) et le cinéma commercial avec le cadre de la commande. Cela montre, d'après cette revue, « les mérites d'un dirigisme bien conçu. » C'est aussi ce que souligne Le Monde en rappelant que le budget moyen d'un premier film français est alors de 17 millions de francs ce qui, selon Pascal Mérigeau, ne correspond ni à ce que demandent les films ni à ce qu'ils peuvent espérer comme recettes lors de l'exploitation en salles. Ces conditions de production « frugales » ont pour lui favorisé la qualité des trois films qui sont sortis en salles, tournés avec un budget presque trois fois moindre ; leurs auteurs ont travaillé dans des conditions plus difficiles mais avec une liberté qu'ils ne retrouveront pas forcément lors de tournages ultérieurs pour des films plus chers. « L'obligation de tourner vite, avec des acteurs peu connus, a donné à leurs films leur tonalité, leur style, leur personnalité, leur vérité. »
Serge Kaganski fait néanmoins remarquer qu'Arte ne fait jamais que ce que chaque chaîne de télévision devrait faire : au lieu de la féliciter « ce sont les autres chaînes qu'il faudrait huer. Arte passe pour une exception élitiste dans un paysage où TF1, France 2 ou M6 sont la norme. » Cette série montre en effet que, tandis que les autres chaînes se soucient essentiellement de leurs recettes publicitaires, Arte se préoccupe avant tout de son spectateur, « une personne dotée d'un cerveau et d'une paire d'yeux. » Il vante aussi l'aspect démocratique du concept où tous les cinéastes, quelles que soient leur expérience ou la reconnaissance dont ils jouissent, doivent travailler avec les mêmes contraintes et sont diffusés aux mêmes horaires : « de Téchiné à Dahan, il y a « égalité des chances » » et cela constitue un « projet éminemment démocratique, au sens Jules Ferry du terme. » La télévision, « média démocratique par excellence », retrouve donc là des principes dont elle n'aurait jamais dû se séparer.

#### Des jugements divers selon les films

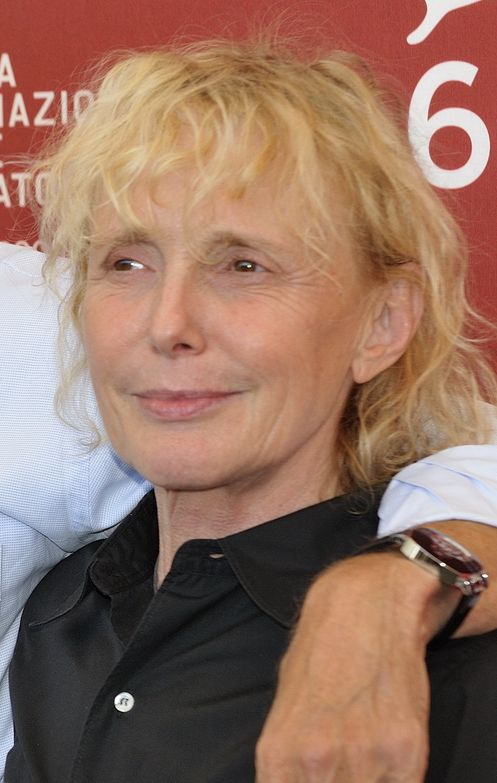
Claire Denis en 2009.

Si l'accueil général est extrêmement bon, les films considérés comme les plus intéressants ne sont pas les mêmes selon les titres de presse, voire selon les journalistes.

##### Guides des programmes
Dans les guides des programmes, Le Chêne et le Roseau fait l'unanimité. C'est « sans doute l'œuvre la plus parfaite d'André Téchiné » pour Télérama, un « téléfilm de grande qualité » pour Télé Star qui vante la qualité de ses acteurs et un « petit chef d’œuvre » selon Télé Poche. Il récolte aussi la note maximale « 777 » dans Télé 7 jours. En dehors de cette œuvre, chaque titre de presse a des préférences diverses.
L'appréciation de Télérama est notée à l'époque par « TT » pour les meilleurs programmes, « T » pour les bons et rien pour ceux jugés sans intérêt. Sur les neuf épisodes de la série, cinq sont notés « TT » : ceux d'André Téchiné, de Claire Denis, d'Olivier Assayas, d'Olivier Dahan (dans la « catégorie des chefs-d’œuvre auxquels on repense des mois après et qui font date ») et de Laurence Ferreira Barbosa. Le critique remarque à propos de ce dernier que ce téléfilm est nettement moins atemporel que d'autres de la collection, « ancré au cœur de l’année 1975 » non seulement par ses décors et ses costumes mais aussi parce que le film aborde les aspects politiques et sociaux de l'époque ; aspects qui sont souvent à peine esquissés dans les autres téléfilms (hormis celui de Téchiné).
À l'inverse, Télérama donne une appréciation particulièrement négative à Travolta et moi, handicapé selon lui par « une insupportable esthétique du laid » et dont « les personnages se morfondent dans des crises existentielles même pas touchantes et se ridiculisent par des actes aussi extrêmes que gratuits. » Et Bonheur de Cédric Kahn exaspère la journaliste qui critique le téléfilm. Si elle note que le film commence par des dialogues « croustillants de naturel », elle ajoute : « le naturel […] il ne faut pas en abuser. » Elle trouve la fête du film beaucoup trop longue, ne supporte pas que les personnages parlent tous en même temps, les garçons avec un fort accent, les filles « derrière le rideau de leur cheveux ». Elle estime que le film aurait pu être touchant si certaines séquences avaient été allégées et si la mise en scène avait été un peu plus sophistiquée.
Selon Télé Poche, l'un des meilleurs films de la collection est Travolta et moi. L'hebdomadaire apprécie aussi particulièrement Paix et Amour, ainsi que les deux derniers volets de la collection, soit Bonheur (le magazine loue d'ailleurs le « talent » de Cédric Kahn) et Frères sur lequel il écrit : « Interprétation excellente, autant que la réalisation, audacieuse et réaliste. » En revanche, Télé Poche déplore les « longueurs » d'US Go Home. Il est aussi est très dur envers Portrait d'une jeune fille de la fin des années 60 à Bruxelles (un film « raté » et « aussi long que son titre ») et à l'encontre de La Page blanche dont il regrette la complaisance dans la manière de filmer des jeunes qui fument un joint et dont il raille la vacuité : « jamais un film n'aura aussi bien porté son titre. »
Dans Télé Star, six des neuf téléfilms obtiennent la note maximale « TT », les trois autres la note intermédiaire « T ». Le magazine insiste sur la qualité des acteurs, aussi bien ceux de Laurence Ferreira Barbosa, d'Émilie Deleuze, de Claire Denis ou de Cédric Kahn que Leslie Azzoulai chez Patricia Mazuy ou Circé dans le film de Chantal Akerman. Télé Star déplore néanmoins le « rythme lent » de US Go Home, le « style très particulier de Chantal Akerman [qui] risque d’en rebuter certains » ainsi que l'histoire de Frères qui serait « trop hachée. »
Enfin Télé 7 jours parle assez peu de la série, louant néanmoins la « finesse » d'Olivier Assayas et décrivant L'Incruste comme « une analyse sans concession des années 80 » même si la relation père-fille est jugée trop « caricaturale. »
|                                                                | Télérama (note maximale TT) | Télé 7 jours (note maximale 777) | Télé Star (note maximale TT) | Télé Poche (note maximale ***) |
| Le Chêne et le Roseau                                          | TT                          | 777                              | TT                           | ***                            |
| US Go Home                                                     | TT                          | 77                               | T                            | **                             |
| Portrait d'une jeune fille de la fin des années 60 à Bruxelles | T                           | 7                                | T                            | *                              |
| La Page blanche                                                | TT                          | 77                               | TT                           | ∅                              |
| Paix et Amour                                                  | TT                          | 7                                | TT                           | ***                            |
| Travolta et moi                                                | ∅                           | 7                                | TT                           | ***                            |
| L'Incruste                                                     | T                           | 7                                | TT                           | **                             |
| Bonheur                                                        | ∅                           | ∅                                | TT                           | ***                            |
| Frères                                                         | TT                          | ∅                                | T                            | ***                            |

##### Presse cinéma et presse générale
Les Cahiers du cinéma s'enthousiasment tout d'abord sur les trois films qui sortent en version longue en juin et juillet (ils ne feront pas de critiques de leurs versions courtes). La série fait la couverture du numéro de juin 1994, titrant « Tous les garçons et les filles de leur âge : André Téchiné, Olivier Assayas, Cédric Kahn en pleine jeunesse. » Puis, lors de la diffusion télévisée de l'ensemble, ils annoncent en couverture de leur numéro de novembre 1994 « Patricia Mazuy, Claire Denis, Chantal Akerman à l'assaut de la télévision. » Dans l'introduction au dossier que la revue consacre à la collection, les films de Denis et d'Akerman sont « à découvrir en priorité » mais le plus mis en valeur est celui de Patricia Mazuy auquel le magazine consacre plusieurs pages, avec un long entretien avec la réalisatrice, un article sur le travail de son décorateur, Louis Soubrier, et une critique de deux pleines pages.
Les trois autres téléfilms sont moins appréciés par les Cahiers du cinéma. Si le film de Ferreira Barbosa a « un sujet fort » (le fait de se construire contre son milieu et son environnement), il est jugé pas assez risqué, trop sage. Émilie Deleuze semble « posséder par instants un vrai regard », mais son film, L'Incruste, est pour cette revue souvent trop superficiel et ironique. Enfin Frères « produit un certain malaise » car, selon la revue, sa forme très travaillée prend trop le pas sur son sujet.
D'autres journaux ne publient de critiques que de certains des téléfilms. Les Inrockuptibles font un dossier sur la série composé d'un long article général de Serge Kaganski et d'une interview de Laurence Ferreira Barbosa en décembre 1994, à la fin de la diffusion télévisée. Ils ont auparavant publié un article lors de la sortie de Trop de bonheur où ils louent « le sens de l'improvisation maîtrisée » de Cédric Kahn et « sa capacité à parler avec une caméra », un autre texte, très positif, sur L'Eau froide et un sur le film d'Akerman qu'ils qualifient de « pépite. » Le magazine n'aborde pas en détail les autres téléfilms.
Le magazine Positif livre une analyse générale de la série dans son numéro de décembre après avoir consacré à chacun des films sortis en salles un article durant l'été. Il apprécie particulièrement la « maîtrise » du film d'André Téchiné et la manière dont ses personnages adolescents conduisent l'histoire sans subir les événements historiques où leur époque est plongée. Le film de Cédric Kahn, dont la revue avait déjà aimé le film précédent, Bar des rails, est vu comme vrai, drôle, rafraichissant, privilégiant l'action et les personnages sur la perfection technique. Même si le film peut donner un aspect chaotique, les personnages parlant tous en même temps, sa construction est précise et son intensité « physique » ; le rapport au corps qui s'y joue est rare dans le cinéma français. Quant à L'Eau froide, le film est qualifié de « réussite exceptionnelle » pour la revue, un film « profondément émouvant et meurtri » qui sait rendre l'époque de l'action sans nostalgie et en la combinant à des personnages dont la mise en scène sait rester proche.
Le Monde, après avoir traité des films passés à Cannes, et notamment de la manière dont les versions longues ont été acceptées par Arte publie un article sur la Page blanche au moment de sa diffusion, notant que « rarement des personnages ont donné l'impression d'exister autant par eux-mêmes. La caméra d'Olivier Assayas, fluide, cherche les corps, les mains et les visages, surprend des regards d'une tendresse éperdue, épouse le calme comme l'agitation. »  Le journal ajoute que le téléfilm fait penser aussi bien au cinéma de Philippe Garrel qu'à celui de Raymond Depardon. Le journal publie aussi un portrait d'Émilie Deleuze lors de la diffusion de son téléfilm.
Lors de la rediffusion de la série en 1999 un article court sera publié dans Le Monde à propos du téléfilm de Chantal Akerman ainsi qu'un autre sur L'Eau froide louant l'interprétation des jeunes acteurs et sa justesse dans la représentation de l'adolescence. Enfin, en 2000, le critique Jean-Michel Frodon, dans un article sur Patricia Mazuy, écrit que Travolta et moi « aurait mérité de sortir en salles »
L'Humanité publie une critique du film de Ferreira Barbosa où ce journal voit « comme dans le film de Claire Denis, une même justesse dans l'approche des personnages ». Il juge en particulier que l'époque du film (1975) est vraiment présente. À l'inverse, il écorne dans le même article les films d'Assayas ou de Kahn dont il trouve les séquences de fête des versions courtes « particulièrement longuettes. »
Lors d'une rediffusion en 1999 Libération écrira qu'on trouve dans cette série « au moins » cinq chefs-d’œuvre : les films d'André Téchiné, Olivier Assayas, Claire Denis, Émilie Deleuze et Cédric Kahn. Néanmoins, lors de la première diffusion, Louis Skorecki soulignait dans ce journal que les téléfilms d'Olivier Dahan, et d'Émilie Deleuze, tous deux moins expérimentés que le reste du groupe, sont évidemment « plus adolescent[s], moins abouti[s] » même si ces deux films restent « passionnants à regarder en dépit de leurs défauts flagrants, frime et maladresse. »

#### Une nouvelle génération d'acteurs

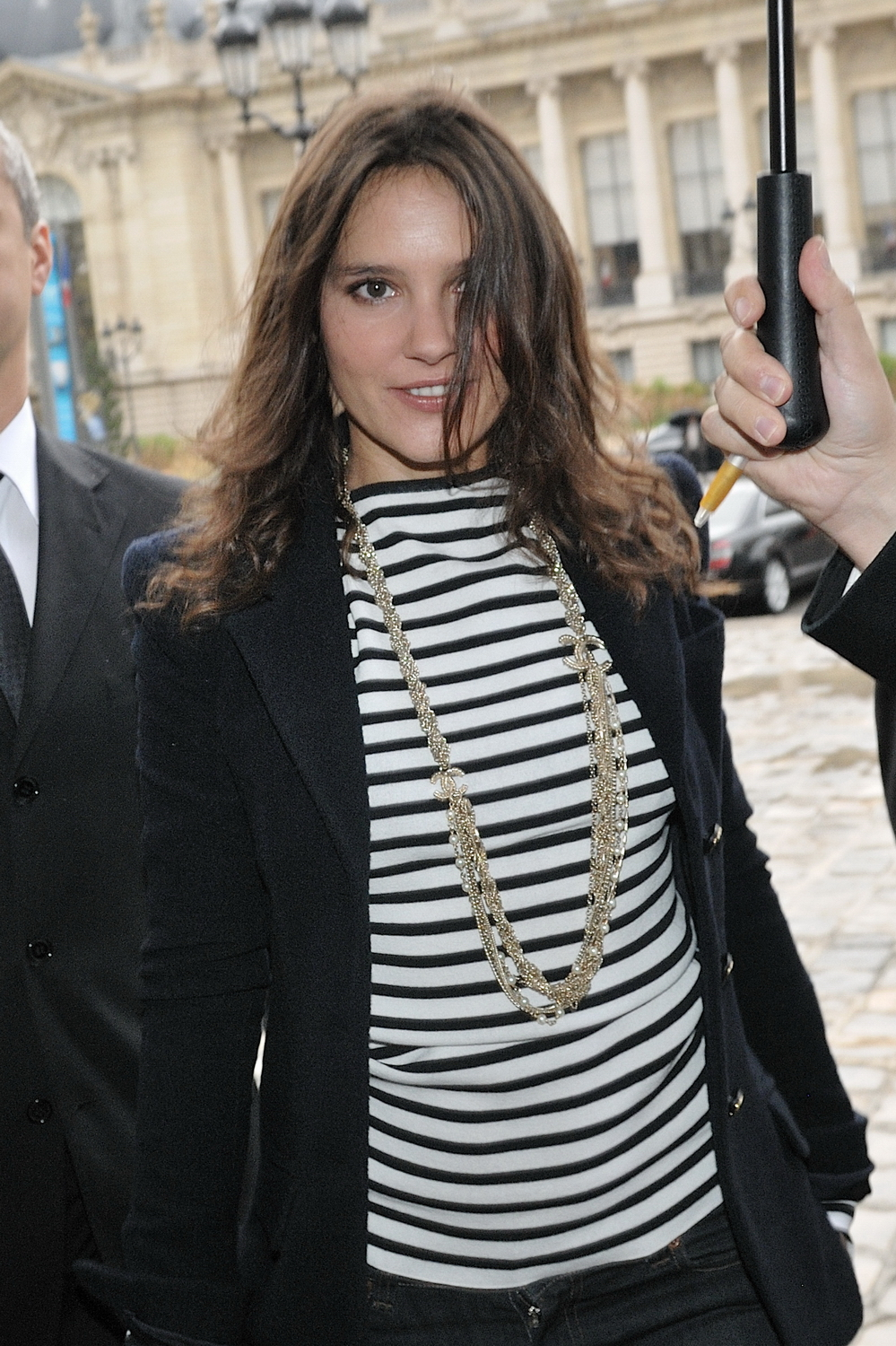
Virginie Ledoyen, découverte par la critique dans le film d'Olivier Assayas.

La critique en général est enthousiasmée par les jeunes acteurs de la série. Serge Kaganski loue le travail « intense et juste » qu'on sent avec eux alors qu'ils sont le plus souvent débutants : « de jeunes comédiens dont il a été tiré le meilleur jus » et qu'il qualifie de « plus que prometteurs. » De ce travail naît « un sentiment de fraîcheur, d'urgence et de liberté, l'empreinte documentaire de la collection. » Le magazine juge notamment « parfaits » les comédiens du film de Téchiné. Pour Télérama, le jeu de des acteurs de la série est marqué par « la vérité », leur force et leur fragilité transparaissent avec fraicheur et spontanéité. Cinq ans plus tard, c'est le journal Le Monde qui, lors d'une rediffusion de la collection, évoque « une nouvelle génération d'acteurs qui depuis ont fait leurs preuves », citant Élodie Bouchez, Grégoire Colin, Claire Keim et Virginie Ledoyen.
Leslie Azzoulai, dans Travolta et moi, est qualifiée de « pétaradante » par Les Inrockuptibles et  « [d']actrice adolescente la plus épatante de tous les temps » par les Cahiers du cinéma.
Les Cahiers du cinéma remarquent la variété du jeu de Virginie Ledoyen, comédienne « tour à tour angélique et impudente, lumineuse et ténébreuse, cette actrice n'a visiblement peur de rien » et son « [aplomb » est, selon cette revue, remarquable pour quelqu'un d'aussi jeune. Elle est « formidable »  pour Le Monde tandis que Les Inrockuptibles la qualifient de « figure emblématique de l'adolescence éternelle : butée, défiante, mythomane, pisseuse, fragile, excessive, minaudeuse, décidée, perdue. »
Selon Télérama, la grâce d'US Go Home de Claire Denis « tient surtout par le talent de ses deux acteurs », Grégoire Colin et Alice Houri, le magazine écrivant que le personnage de cette dernière « tempère son fou rire sans cesse menaçant par des éclats de douleur qui surgissent sans crier gare. » Lors d'une rediffusion de la série en 1997 le journal L'Humanité insiste particulièrement sur la qualité de ces acteurs, jugeant qu'ils « illuminent le film de Claire Denis ».

#### Un renouvellement pour des cinéastes expérimentés

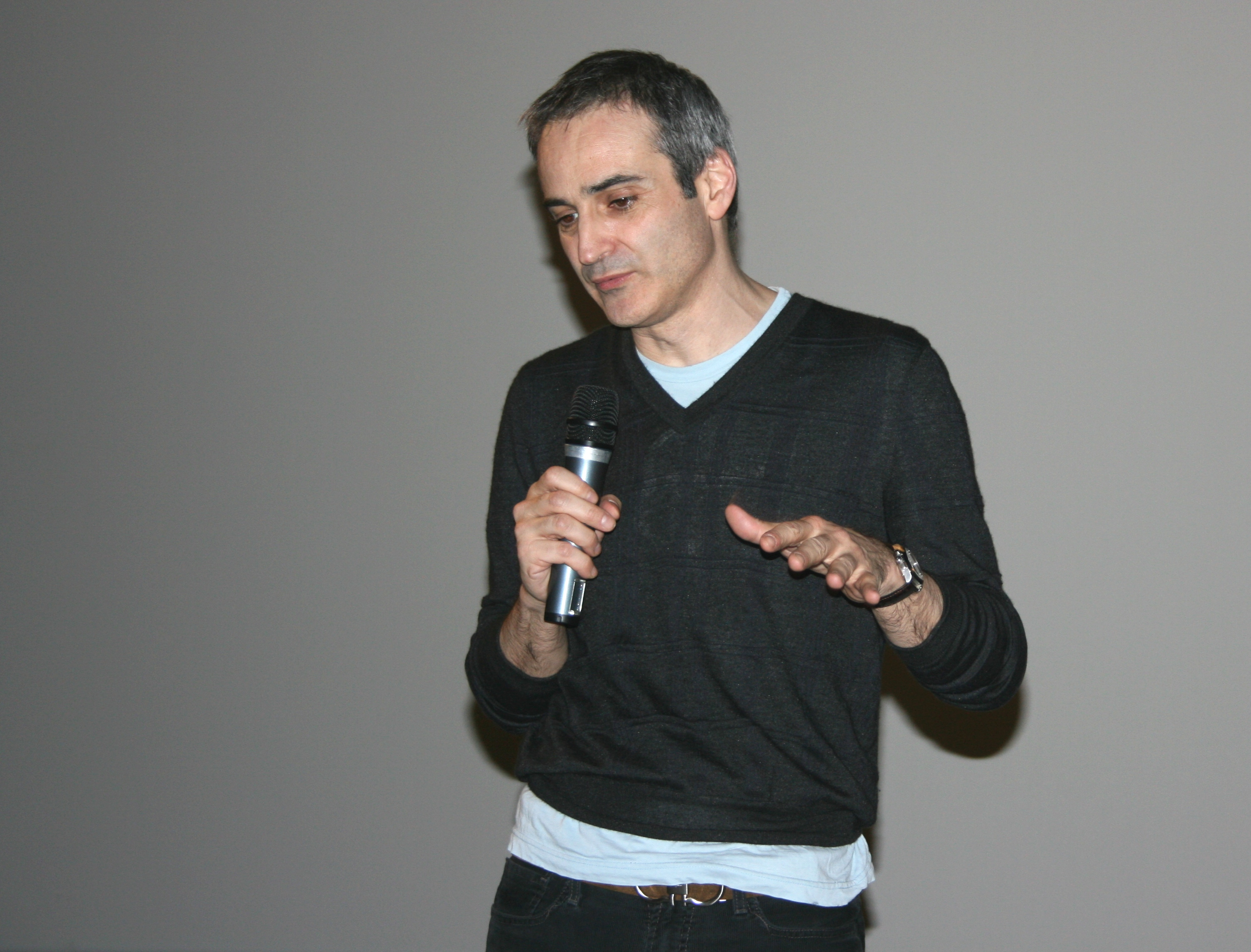
Olivier Assayas.

Plusieurs articles évoquent un renouvellement, une régénération de la part des cinéastes les plus expérimentés. Pour Positif, cette série est une manière d'arriver à un cinéma plus fort et plus sincère : les trois films qui sortent en salles sont des œuvres débarrassées « des codes, maniérismes et autres tics » présents dans les autres films de leurs auteurs. Téchiné arrive ici à laisser de côté une volonté de « trop signifier » présente dans ses précédents films qui pouvait parfois sembler « laborieuse », pour aller vers plus de spontanéité. Si la mise en scène reste précise et maîtrisée, conservant le sens du cadre que possède le réalisateur, elle est épurée grâce à la liberté dont il jouit : « Téchiné semble n'avoir plus rien à se prouver, s'abandonne et filme juste. » Selon Les Cahiers du cinéma Olivier Assayas et André Téchiné évitent ici « une menace d'infatuation », sensible dans leurs précédentes œuvres qui étaient « traversé[e]s par une élégance quelque peu compassée de la mise en scène, tentation d'une sophistication formaliste qu'ils ont cette fois balayée l'un et l'autre, allant droit au nerf de leur cinéma. »
Ce renouvellement est aussi observé par Jacques Morice, dans son article saluant la diffusion du téléfilm de Chantal Akerman dans les Inrockuptibles. Évoquant aussi les longs-métrages d'André Téchiné, de Cédric Kahn et d'Olivier Assayas, il écrit que dans ces œuvres ne se trouve plus que le meilleur de ces réalisateurs, sans « l'habillage artificiel et superflu qui coupait parfois la force de leur esthétique respective. » Portrait d'une jeune fille de la fin des années 60 à Bruxelles réussit selon lui ce à quoi le précédent film de son auteure, Nuit et jour n'arrivait pas toujours : concilier le début de carrière « radical » de Chantal Akerman (avec par exemple Jeanne Dielman, 23, quai du commerce, 1080 Bruxelles ou Je, tu, il, elle) et ses films suivants au style moins ascétique (Golden Eighties ou J'ai faim, j'ai froid).
Pour le même magazine, Serge Kaganski écrit que L'Eau froide est la « première grande réussite » d'Assayas, un film abouti sur l'adolescence alors que Paris s'éveille ou Désordre avaient simplement ébauché ce thème. Jusqu'alors les films de cet auteur n'arrivaient pas à toucher le spectateur, son œuvre faisant partie « des films que l'on voudrait aimer de toutes ses forces et auxquels on n'arrive pas à adhérer ». Kaganski explique que malgré les qualités évidentes d'Assayas (élégance, rythme, sens de la mise en scène…) « ça coinçait quelque part ». Les raisons en seraient un « romantisme » tellement sombre qu'il en paraît faux, des « personnages trop théoriques » ou encore la sensation d'une certaine auto-complaisance. Le critique estime que pour « la première fois » Olivier Assayas utilise son style pour donner à voir des « personnages de chair et de sang ». C'est aussi ce que ressent le critique de Positif pour qui si, dans les précédents films du réalisateur faisaient sentir une recherche « sur le papier », elle restait trop théorique tandis que L'Eau froide serait son premier film « transparent », celui qui permet de ressentir la vérité de ses personnages.

#### Rapports entre télévision et cinéma
Cette série est pour la critique l'occasion de redéfinir les rapports entre télévision et cinéma. Elle montre tout d'abord que la télévision n'est pas nécessairement une menace pour le grand écran mais peut être son alliée. Elle précise aussi ce qui fait un film, de quelque système de production qu'il vienne. Dès la sortie en salle des trois versions longues, les Cahiers du cinéma qualifient la série de « beau cadeau » fait par la télévision au cinéma. Selon Frédéric Strauss, ces trois longs métrages ainsi que le téléfilm de Patricia Mazuy, déjà présenté et primé à Locarno, renouvellent plus concrètement le cinéma français que les premiers films d'autres réalisateurs sortis en salles au printemps. Or, pour ces films, la télévision n'a pas simplement un rôle financier comme dans la plupart des films français de l'époque, où l'apport des chaînes, et notamment de Canal+ joue souvent un rôle essentiel dans la faisabilité du projet : Arte a ici effectué un véritable travail de producteur.
Il est difficile de démêler dans cette collection ce qui appartient au cinéma ou à la télévision : ces films viennent du petit écran, mais ne ressemblent pas à ce qu'on y voit d'ordinaire. Ils font partie des meilleurs films qu'on puisse voir, mais ne sont pas issus des circuits habituels du cinéma. Frédéric Strauss remarque d'ailleurs que l'exigence de cette série peut être liée au fait que Chantal Poupaud, qui en est à l'origine, est quelqu'un qui ne travaille pas habituellement à la télévision et a donc pu « la rêver d'une belle hauteur de vue. » Serge Kaganski, dans Les Inrockuptibles, rejoint cette idée : cette collection montre que la frontière entre un film et un téléfilm ne se situe pas dans les questions de format ou de moyens de diffusion. La différence tient plus aux choix esthétiques, au talent des cinéastes et surtout à la singularité de leurs regards. Les cinéastes ont, pour ces téléfilms « utilisé des armes de cinéma » par le travail sur le cadrage, la lumière, l'exigence dans le jeu des comédiens… Ils ont respecté la « morale élémentaire d'un cinéaste digne de ce nom » en aimant leurs personnages et en s'impliquant dans leur histoire.
Néanmoins, dans son livre L'Âge moderne du cinéma français, Jean-Michel Frodon note en 1995 que le simple fait qu'Arte commande à André Téchiné une version longue de son téléfilm montre déjà combien la télévision a besoin « de se parer au maximum des prestigieuses apparences du cinéma. » Et si les versions longues montrées à Cannes apportent de la fraicheur au cinéma français, il rappelle ironiquement qu'elles ont été « réalisé[e]s à la fois avec et contre la télévision » : elle en est à l'origine mais ces films ont eu besoin de sortir de la collection telle qu'elle était prévue. Ces sorties en salles ne peuvent pas être vues comme le fait de « faire du téléfilm sous le label cinéma » comme le font les anglo-saxons avec des téléfilms sortis en salles avec par exemple My Beautiful Laundrette de Stephen Frears mais plutôt pour « faire du cinéma sous les apparences administratives de la télévision. »

## Analyse

### La jeunesse
L'adolescence est un sujet plus compliqué à filmer qu'il n'y parait, c'est même pour Serge Kaganski « le sujet casse-gueule par excellence ». Ordinairement, beaucoup de réalisateurs se noient dans une l'idéalisation, la nostalgie, l'ironie et la distance et ne savent regarder cette période qu'avec leurs yeux d'adultes : « combien de films d'ados filmés avec des yeux de vieux cons ? » Le cinéma utilise souvent la jeunesse « pour la vampiriser », s'attribuer sa fraicheur, sa vigueur ou son innocence. Cette série sait saisir « la beauté éphémère d'un âge qui n'en a pas conscience », ses jeunes comédiens, souvent débutants, apportent fraicheur et authenticité, mais les clichés habituels sont évités. Émilie Deleuze explique avoir refusé de considérer la jeunesse comme une classe sociale, où les idées générales feraient oublier combien les situations et les personnalités peuvent être différentes et où le destin d'un adolescent serait nécessairement réduit « à la fugue ou à la drogue. » Et les Cahiers du cinéma soulignent la vérité du film de Cédric Kahn en expliquant qu'il ne cherche pas à « dire » le malaise, la différence, le désir » mais qu'il veut avant tout enregistrer, « saisir au vol » ce que ses jeunes acteurs lui apportent sans vouloir le recréer ou l'imiter.
Ces téléfilms sont moins les descendants des « classiques » des films d'adolescents (La Boum, À nous les petites Anglaises ou Diabolo Menthe) que de cinéastes comme Maurice Pialat pour le film de Cédric Kahn, Robert Bresson pour celui de Chantal Akerman, Jean Renoir pour le Téchiné ou Nicholas Ray pour le film d'Olivier Assayas. Ici l'adolescence n'est « jamais un cadeau, une mince affaire, plutôt un inconfortable moment de transition, de laborieuse transition. » Tous les films de la série sont traversés par l'idée qu'il s'agit d'une période douloureuse, même si le traitement qui en est fait est plus ou moins léger selon les films. Laurence Ferreira Barbosa estime d'ailleurs que l'adolescence est un âge « que l'on est plutôt content de quitter » et que ce n'est que par la suite qu'on l'idéalise, gagné par la nostalgie. Presque tous les jeunes protagonistes des téléfilms vivent dans le rêve d'une vie différente, qu'il s'agisse de l'espoir d'une révolution (Akerman, Assayas, Ferreira Barbosa), d'un monde sans classes sociales (Téchiné), d'une vie dans la richesse matérielle (Dahan) ou même des fantasmes d'amour avec John Travolta de l'héroïne de Patricia Mazuy. Ce rêve d'un ailleurs envahit les personnages, « se substituant à la vie elle-même. »
L'énergie de cet âge peut être liée à une pulsion de mort, l'envie de se rompre avec le passé ou d'en finir avec le présent afin de mieux se jeter dans l'avenir. Chez Téchiné, l'adolescence est ainsi vue comme un âge « douloureux » qui veut se lancer dans l'âge adulte « sans savoir qu'il y perdra le feu qui l'anime. » De manière plus concrète, deux des téléfilms comportent une scène de suicide : La Page blanche d'Olivier Assayas  et Travolta et moi de Patricia Mazuy. Cet acte est aussi évoqué dans le film de Laurence Ferreira Barbosa. Elle ne souhaitait surtout pas tourner une telle scène, mais son film aborde ce sujet, ce qui lui semble logique puisqu'il parle de révolte et que, poussé à la limite, cette idée peut être liée à celle du suicide.

### La mémoire et les éléments naturels

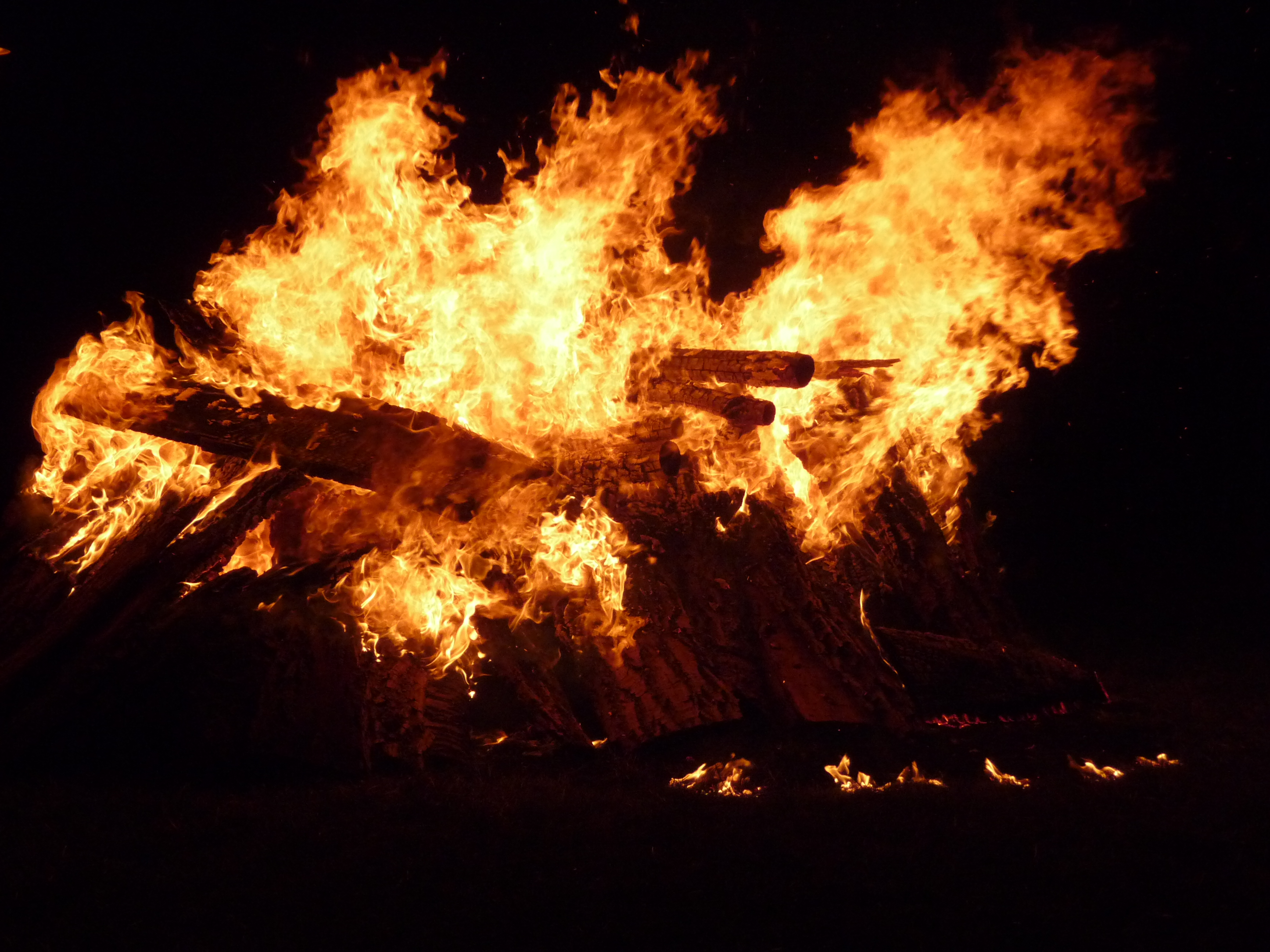
Un feu comme celui du brasier de La Page blanche.

La collection peut s'inscrire dans une tendance des années 1980 et 1990 où les films historiques européens prennent une teinte « intime et subjective », l'Histoire y étant mêlée aux souvenirs de leurs auteurs. C'est par exemple le cas de Hope and Glory de John Boorman ou d'Au revoir les enfants de Louis Malle. De même, les téléfilms de la collection sont moins basés sur des reconstitutions que sur la mémoire de l'époque qu'en ont leurs auteurs, une mémoire qui se mêle au présent. C'est particulièrement notable dans Portrait d'une jeune fille de la fin des années 60 à Bruxelles qui, alors qu'il se déroule en 1968, voit ses personnages évoluer dans le Bruxelles des années 1990 : le film montre même un disque compact et une Peugeot 205. Ces mélanges sont à l'image de ceux que la mémoire effectue naturellement entre différentes époques. Dans les téléfilms, les scènes de fête qui mixent le désir, l'ivresse, la musique sont ainsi « revisitées » par ce qu'il peut y avoir de fluctuant dans la mémoire qui modifie la perception du moment réellement vécu : « on privilégie les instants de plaisir ou bien l'on insiste au contraire sur le froid des petits matins qui les suivent. »

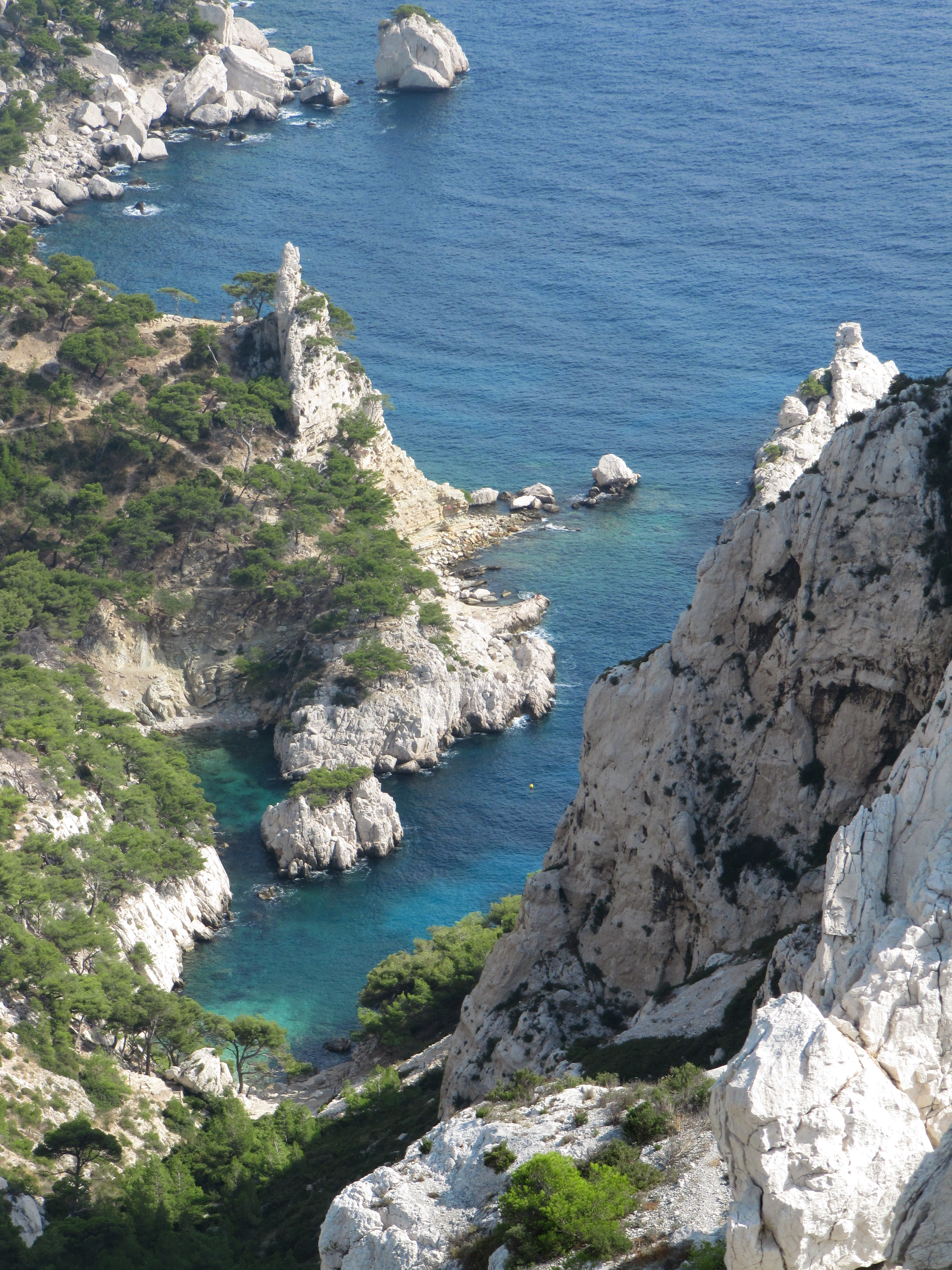
Une calanque.

Cinq des neuf films s'appuient sur les éléments naturels (l'eau et le feu), ce qui s'explique par le fait que ces éléments « fixent » d'une façon concrète des souvenirs adolescents (souvenirs où l'imaginaire a donc une grande part). Le film d'Assayas montre ainsi Virginie Ledoyen comme une incarnation de l'eau : un torrent dans la scène du supermarché, un « lac stagnant » dans les scènes de l'hôpital psychiatrique où elle est enfermée, une chute d'eau quand elle s'évanouit. Tout comme dans le téléfilm de Patricia Mazuy, qui se déroule aussi dans le Nord, l'eau glacée détruit les corps, permettant le suicide. Ainsi Nicolas qui se jette-t-il du haut de la patinoire dans Travolta et moi, et Christine se noie dans la Page blanche. Dans ces deux films cette eau glacée vient « cristalise[r] » le feu qui la précédait auxquels sont liés « la révolte et la dissémination, la perte de contrôle et la perte de soi. »
Les films qui se déroulent dans le Sud insistent plus sur les moments de plaisir de la jeunesse : l'eau s'y allie alors avec le soleil. Les films de Téchiné, Kahn et Feirrera Barbosa comportent des scènes de baignade. Dans Paix et Amour les baignades dans les calanques sont traitées comme « un fondement vital » pour les personnages. André Téchiné a accepté la commande en partie pour essayer de réussir une scène de baignade, ce qu'il estimait avoir raté dans Ma saison préférée ; la séquence qu'il réalise ici, tout comme celle du film de Cédric Kahn, est une « scène centrale de découverte et d'entrelacement des désirs. » Le soleil et l'eau y sont utilisés dans ces films pour révéler la sensualité des personnages. L'un des personnages de Téchiné va jusqu'à déclarer qu'il s'y sent si bien qu'il imagine qu'il a pu être un poisson dans une vie antérieure. La scène peut être liée à la fable de Jean de La Fontaine qui donne son titre au téléfilm, Le Chêne et le Roseau : l'eau entoure les personnages de sa « fluidité », dans un « mouvement d'énergie constant » à l'image du rythme du film.

### L'évolution d'une société
La vision de l'ensemble des films brosse « un portrait saisissant de l'évolution » de la société française ; portrait d'autant plus impressionnant qu'il ne résulte pas d'une scénarisation d'ensemble. Cette évolution est d'abord visible dans la place donnée aux parents. Dans les films des années 60, ils symbolisent une autorité forte mais sont rarement physiquement présents, restant à distance, tel le père chez Chantal Akerman. Les lieux où se trouvent les adolescents et ceux qu'occupent leurs parents sont différents. Dans les années 70, ils apparaissent physiquement mais leur présence, comme chez Assayas ou Mazuy, est vécue comme de la « coercition. » Ils ne sont plus des modèles et la révolte contre leur autorité se fait sentir. Dans les années 80 les parents ne représentent plus un modèle, ils ne sont pas non plus les garants de l'ordre. Les adolescents peuvent investir leur espace, comme l'héroïne du téléfilm d'Émilie Deleuze qui organise, incitée par son père, une fête dans l'appartement familial. Enfin, pour les années 90, le titre du téléfilm d'Olivier Dahan, Frères, est symptomatique d'une disparition des parents, absence qu'on peut lier à l'extrême dureté de la société décrite.
L'évolution politique est aussi sensible. Les téléfilms abordent les uns après les autres l'Histoire de ces années : les accords d'Évian (Téchiné), les bases américaines (Denis), la vie à Bruxelles dans l'avant mai 68 pour un déserteur (Akerman) pour finir dans une cité de banlieue des années 90 « où les pulsions destructives servent de rage de survivre » (Dahan). À ce contexte historique sont liées différentes sortes d'engagement politique, tout d'abord celui dans des « partis d'adultes » du film de Téchiné, où les jeunes sont forcés d'avoir un regard politique ne serait-ce qu'à cause du risque de devoir partir au service militaire en Algérie. Ce type d'engagement politique est suivi d'un engagement plus personnel et marginal (chez Assayas ou Akerman). Par la suite, « la sensualité » (Cédric Kahn), le « fantasme » (Mazuy), le « maniérisme » (Deleuze) passent au premier plan pour faire oublier le regard porté sur le contexte politique. Comme si, après la faillite des espérances des années 70, les jeunes se réfugiaient « dans l'individualisme dans le meilleur des cas, dans le nihilisme dans le pire. » Ce contexte est enfin brutalement ravivé chez Olivier Dahan qui met en valeur l'absence de raison d'être de la société qu'il décrit.

## Postérité de la série
La série est rediffusée au début de l'année 1997 et durant l'été 1999. Elle est projetée à New York, au Museum of Modern Art du 10 au 20 janvier 1997. Le programmateur découvre la série en sélectionnant Trop de bonheur pour un autre cycle et décide de la diffuser car « l'équation « cinéma français plus adolescence » a toujours séduit le public new-yorkais. ».
En 2017 la série est projetée à la Cinémathèque française dans le cadre d'une rétrospective consacrée à Pierre Chevalier. Les épisodes d'André Téchiné, Oliver Assayas et Cédric Kahn sont diffusés à la fois dans leur version téléfilm et dans la version sortie en salles.

### Autres collections
Arte va produire d'autres collections de téléfilms, notamment Les Années lycée, dont l'impulsion est donnée dès 1993. Elle comprend par exemple Le Péril jeune de Cédric Klapisch qui sortira en salles sept mois après sa diffusion en 1995 et Petites de Noémie Lvovsky qui avec un tournage supplémentaire sera exploité sous le titre La vie ne me fait pas peur. Gauche/Droite (conçue en 1998 et diffusée en 2000) aura pour thème la politique, avec six téléfilms de genre disposant chacun d'un budget de 2,5 millions de francs. Enfin Masculin/féminin (diffusée en 2003) traite des rapports entre hommes et femmes. Chaque film y dispose d'un million d'euros de budget et doit être mené à bien en deux ans, avec une équipe réduite et un tournage en DV afin de retrouver la liberté d'un tournage léger. Dans cette collection se trouvent Motus de Laurence Ferreira Barbosa et La Chose publique de Mathieu Amalric. 
Les Années lycée connait un certain succès (Les Inrockuptibles  parle à son sujet, tout comme pour Tous les garçons et les filles de leur âge, de « modèle de télévision intelligente »), néanmoins les séries suivantes, comme Gauche/Droite ou Masculin/féminin sont moins appréciées. Les Cahiers du cinéma font remarquer, à propos de Masculin/féminin, que cette collection n'a pas l'impact global de Tous les garçons et les filles de leur âge car elle n'impose pas aux réalisateurs de choisir des époques successives, ce qui « tendait à faire des amours adolescentes un grand corps sentimental de la deuxième moitié du XXe siècle ». Elle déçoit alors souvent : elle ne constitue pas « un tout » : « seul, on est moins fort qu’en groupe. »

### Films de cinéma produits dans des conditions proches
À la suite de Tous les garçons et les filles de leur âge le producteur Georges Benayoun décide de créer une filiale de sa société IMA Productions spécialisée dans les films à petit budget (moins de dix millions de francs) : Dacia films. La collection d'Arte a en effet montré que les réalisateurs avaient pris du plaisir et même « connu une vraie joie liée à la légereté, au 16 millimètres, à la commande. » Dacia Films produira une douzaine de longs métrages, parmi lesquels Nénette et Boni de Claire Denis, qu'elle a réalisé pour retrouver le charme qui se dégageait du duo formé par Grégoire Colin et Alice Houri sur le téléfilm, Irma Vep d'Olivier Assayas et Parfait Amour ! de Catherine Breillat.
Georges Benayoun et Chantal Poupaud tentent aussi de produire une nouvelle collection, cette fois-ci de longs métrages, intitulé Toutes les femmes sont folles. La collection est coproduite par le département cinéma (et non télévision) d'Arte, la chaine ayant « mal vécu » les tensions autour des sorties en salles des versions longues des films d'Olivier Assayas et de Cédric Kahn. Les films de cette série devaient avoir pour point commun une héroïne qui s'adresse à un thérapeute. Ce qui devait en être le premier volet, le film Le Septième Ciel de Benoit Jacquot, sort en 1997.

### Renouvellement du cinéma d'auteur

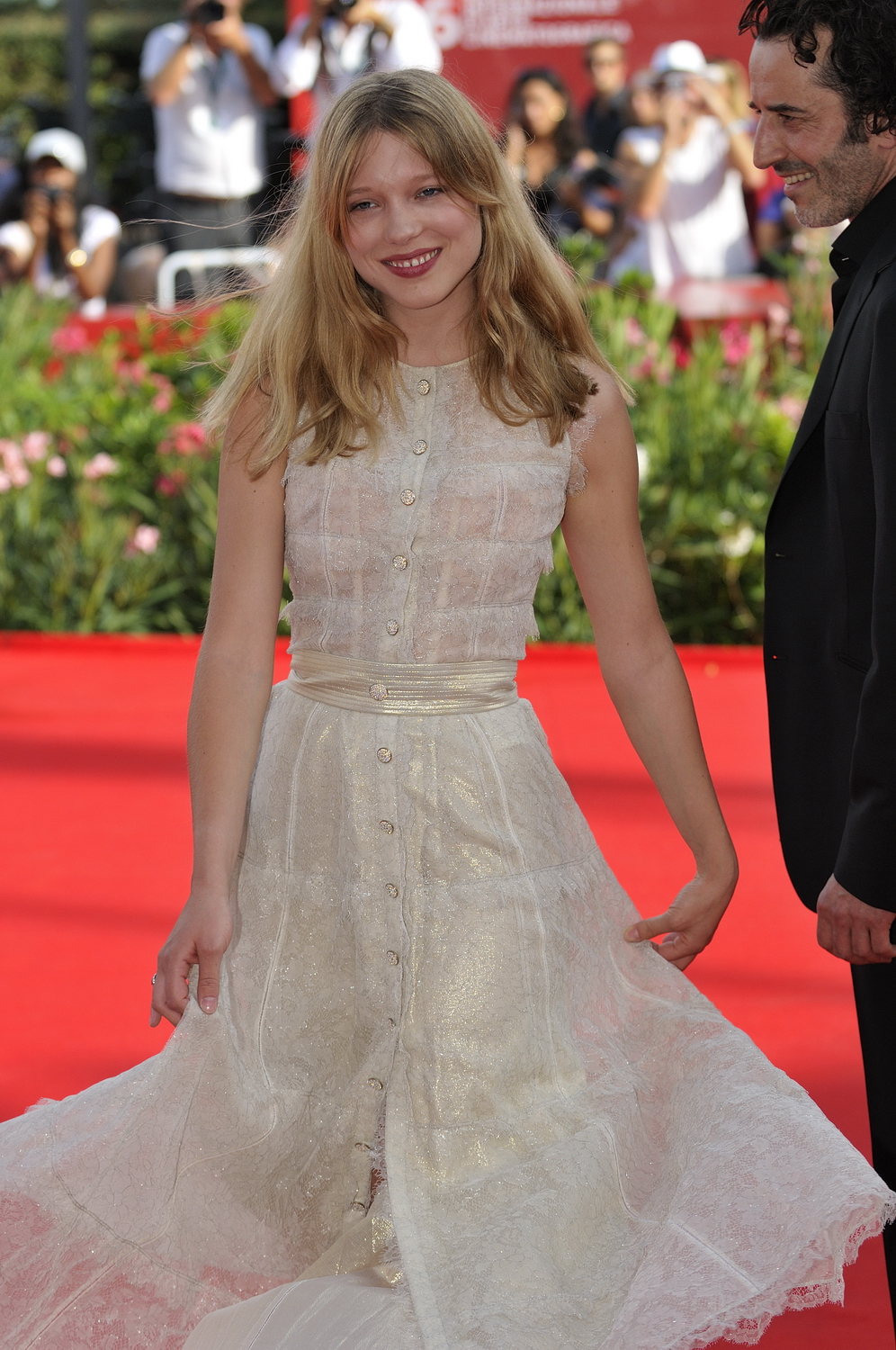
Léa Seydoux - ici en 2009 avec Bruno Todeschini - héroïne adolescente de La Belle Personne, film pour lequel le réalisateur Christophe Honoré s'est remémoré la collection.

En dehors d'exemples précis de films ou de téléfilms faits dans des conditions proches, la collection, par son succès et sa reconnaissance, va avoir une influence aussi bien économique et artistique sur le cinéma français. Elle va donner un nouveau souffle au cinéma d'auteur français.
La France a connu une décennie avec des films très « visuels » dans les années 1980, avec des réalisateurs comme Luc Besson ou Jean-Jacques Beineix. Par la suite, les années 1990 ont connu des succès avec des films historiques (La Reine Margot) ou en comédie populaire (Les Visiteurs) mais Tous les garçons et les filles de leur âge marque une revitalisation d'un cinéma plus réaliste. Les films d'auteurs précédents de l'année 1994 avaient déçu, précisément parce qu'ils souffraient de ce que les Cahiers du Cinéma nomment un « auteurisme reconnaissable », à la recherche d'une reconnaissance rapide. La série est elle-même clairement auteuriste, puisqu'elle fait relire une époque et même l'histoire d'un pays à travers la mémoire qu'en ont les auteurs des films, mais sa qualité, son aspect libérateur, le plaisir et la sincérité qu'elle porte répondent parfaitement à une forte attente de renouvellement. Le système de production qui rappelle celui de la Nouvelle Vague (budget et temps de tournage limités, acteurs inconnus ou débutants, aspect autobiographique de l'histoire) ; les téléfilms en retrouvent en partie l'énergie, « un appétit, sinon une confiance dans le futur » qui permet d'augurer un renouvellement du cinéma d'auteur français. La collection va ainsi influer sur la production des années 1990 où va se récréer « un cinéma d'art au sens fort du terme », ce type de cinéma étant d'une grande importance dans cinéma français car il joue un rôle central dans la « valeur culturelle » qu'on lui attribue,.

### La thématique de l'adolescence
Tous les garçons et les filles de leur âge a un impact sur la place de la thématique adolescente dans le cinéma français. En 1999, à la sortie de La vie ne me fait pas peur de Noémie Lvovsky, long-métrage qui est une version longue et un prolongement du téléfilm d'Arte Petites, la revue Positif note que c'est à Arte qu'est due « la recrudescence quantitative et surtout qualitative de la « fiction adolescente » en France », grâce à ses séries Les Années lycée et Tous les garçons et les filles de leur âge.
En 2008, le réalisateur Christophe Honoré racontera s'être remémoré la série pour écrire son film La Belle Personne qui traite aussi de l'adolescence.